# Kína a 2004. évi nyári olimpiai játékokon
Kína a görögországi Athénban megrendezett 2004. évi nyári olimpiai játékok egyik részt vevő nemzete volt. Az országot az olimpián 31 sportágban 383 sportoló képviselte, akik összesen 63 érmet szereztek.

## Érmesek
| Érem  | Versenyző | Sportág       | Versenyszám                 |
| ----- | --- | ------------- | --------------------------- |
| Arany | Csen Csi (Chen Qi) Ma Lin | Asztalitenisz | Férfi páros                 |
| Arany | Csang Ji-ning (Zhang Yining) | Asztalitenisz | Női egyes                   |
| Arany | Vang Nan (Wang Nan) Csang Ji-ning (Zhang Yining) | Asztalitenisz | Női páros                   |
| Arany | Liu Hsziang (Liu Xiang) | Atlétika      | Férfi 110 m gát             |
| Arany | Hszing Huj-na (Xing Huina) | Atlétika      | Női 10 000 m                |
| Arany | Vang Hszü (Wang Xu) | Birkózás      | Női szabadfogás, 72 kg      |
| Arany | Hszien Tung-mej (Xian Dongmei) | Cselgáncs     | Női harmatsúly              |
| Arany | Meng Kuan-liang (Meng Guanliang) Jang Ven-csün (Yang Wenjun) | Kajak-kenu    | Férfi kenu kettes 500 m     |
| Arany | Peng Po (Peng Bo) | Műugrás       | Férfi egyéni műugrás        |
| Arany | Hu Csia (Hu Jia) | Műugrás       | Férfi egyéni toronyugrás    |
| Arany | Tien Liang (Tian Liang) Jang Csing-huj (Yang Jinghui) | Műugrás       | Férfi szinkron toronyugrás  |
| Arany | Kuo Csing-csing (Guo Jingjing) | Műugrás       | Női egyéni műugrás          |
| Arany | Vu Min-hszia (Wu Minxia) Kuo Csing-csing (Guo Jingjing) | Műugrás       | Női szinkron műugrás        |
| Arany | Lao Li-si (Lao Lishi) Li Ting | Műugrás       | Női szinkron toronyugrás    |
| Arany | Nemzeti válogatott Csen Csing (Chen Jing) Feng Kun Jang Hao (Yang Hao) Liu Ja-nan (Liu Yanan) Li San (Li Shan) Szung Ni-na (Song Nina) Csang Jüe-hung (Zhang Yuehong) Csao Zsuj-zsuj (Zhao Ruirui) Csou Szu-hung (Zhou Suhong) Csang Na (Zhang Na) Csang Ping (Zhang Ping) Vang Li-na (Wang Lina) | Röplabda      | Női                         |
| Arany | Vang Ji-fu (Wang Yifu) | Sportlövészet | Férfi légpisztoly           |
| Arany | Csu Csi-nan (Zhu Qinan) | Sportlövészet | Férfi légpuska              |
| Arany | Csia Csan-po (Jia Zhanbo) | Sportlövészet | Férfi sportpuska, összetett |
| Arany | Tu Li (Du Li) | Sportlövészet | Női légpuska                |
| Arany | Si Cse-jung (Shi Zhiyong) | Súlyemelés    | Férfi 62 kg                 |
| Arany | Csang Kuo-cseng (Zhang Guozheng) | Súlyemelés    | Férfi 69 kg                 |
| Arany | Csen Jen-csing (Chen Yanqing) | Súlyemelés    | Női 58 kg                   |
| Arany | Liu Csun-hung (Liu Chunhong) | Súlyemelés    | Női 69 kg                   |
| Arany | Tang Kung-hung (Tang Gonghong) | Súlyemelés    | Női +75 kg                  |
| Arany | Lo Vej (Luo Wei) | Taekwondo     | Női váltósúly               |
| Arany | Csen Csung (Chen Zhong) | Taekwondo     | Női nehézsúly               |
| Arany | Li Ting Szun Tien-tien (Sun Tiantian) | Tenisz        | Női páros                   |
| Arany | Csang Ning (Zhang Ning) | Tollaslabda   | Női egyes                   |
| Arany | Csang Csie-ven (Zhang Jiewen) Jang Vej (Yang Wei) | Tollaslabda   | Női páros                   |
| Arany | Csang Csün (Zhang Jun) Kao Ling (Gao Ling) | Tollaslabda   | Vegyes páros                |
| Arany | Teng Haj-pin (Teng Haibin) | Torna         | Férfi lólengés              |
| Arany | Lo Hszüe-csüan (Luo Xuejuan) | Úszás         | Női 100 m mell              |
| Ezüst | Vang Hao (Wang Hao) | Asztalitenisz | Férfi egyes                 |
| Ezüst | Liu Hszia (Liu Xia) | Cselgáncs     | Női félnehézsúly            |
| Ezüst | Ho Jing (He Ying) Csang Csüan-csüan (Zhang Juanjuan) Lin Szang (Lin Sang) | Íjászat       | Női csapat                  |
| Ezüst | Csiang Jung-hua (Jiang Yonghua) | Kerékpározás  | Női egyéni időfutam         |
| Ezüst | Vu Min-hszia (Wu Minxia) | Műugrás       | Női egyéni műugrás          |
| Ezüst | Lao Li-si (Lao Lishi) | Műugrás       | Női egyéni toronyugrás      |
| Ezüst | Li Csie (Li Jie) | Sportlövészet | Férfi légpuska              |
| Ezüst | Vej Ning (Wei Ning) | Sportlövészet | Női skeet                   |
| Ezüst | Vu Mej-csin (Wu Meijin) | Súlyemelés    | Férfi 56 kg                 |
| Ezüst | Lö Mao-seng (Le Maosheng) | Súlyemelés    | Férfi 62 kg                 |
| Ezüst | Li Cso (Li Zhuo) | Súlyemelés    | Női 48 kg                   |
| Ezüst | Huang Szuj (Huang Sui) Kao Ling (Gao Ling) | Tollaslabda   | Női páros                   |
| Ezüst | Pang Csia-jing (Pang Jiaying) Hszü Jen-vej (Xu Yanwei) Jang Jü (Yang Yu) Csu Jing-ven (Zhu Yingwen) Li Csi (Li Ji) | Úszás         | Női 4 × 200 m gyorsváltó    |
| Ezüst | Jin Csien (Yin Jian) | Vitorlázás    | Női szörfvitorlázás         |
| Ezüst | Vang Lej (Wang Lei) | Vívás         | Férfi párbajtőr, egyéni     |
| Ezüst | Tung Csao-cse (Dong Zhaozhi) Vang Haj-pin (Wang Haibin) Vu Han-hsziung (Wu Hanxiong) Je Csung (Ye Chong) | Vívás         | Férfi tőr, csapat           |
| Ezüst | Tan Hszüe (Tan Xue) | Vívás         | Női kard, egyéni            |
| Bronz | Vang Li-csin (Wang Liqin) | Asztalitenisz | Férfi egyes                 |
| Bronz | Kuo Jüe (Guo Yue) Niu Csien-feng (Niu Jianfeng) | Asztalitenisz | Női páros                   |
| Bronz | Kao Feng (Gao Feng) | Cselgáncs     | Női légsúly                 |
| Bronz | Csin Tung-ja (Qin Dongya) | Cselgáncs     | Női középsúly               |
| Bronz | Szun Fu-ming (Sun Fuming) | Cselgáncs     | Női nehézsúly               |
| Bronz | Tien Liang (Tian Liang) | Műugrás       | Férfi egyéni toronyugrás    |
| Bronz | Cou Si-ming (Zou Shiming) | Ökölvívás     | Papírsúly                   |
| Bronz | Vang Cseng (Wang Zheng) | Sportlövészet | Férfi dupla trap            |
| Bronz | Vang Cseng-ji (Wang Chengyi) | Sportlövészet | Női sportpuska, összetett   |
| Bronz | Kao O (Gao E) | Sportlövészet | Női dupla trap              |
| Bronz | Csou Mi (Zhou Mi) | Tollaslabda   | Női egyes                   |
| Bronz | Li Hsziao-peng (Li Xiaopeng) | Torna         | Férfi korlát                |
| Bronz | Csang Nan (Zhang Nan) | Torna         | Női egyéni összetett        |
| Bronz | Huang San-san (Huang Shanshan) | Torna         | Női trambulin               |

## Asztalitenisz
Férfi
| Versenyző                                        | Versenyszám | 64-es főtábla     | 48-as főtábla     | 32-es főtábla                                       | Nyolcaddöntő                                                                         | Negyeddöntő                                                                                 | Elődöntő                                                                          | Döntő                                                                        | Helyezés |
| Versenyző                                        | Versenyszám | Ellenfél Eredmény | Ellenfél Eredmény | Ellenfél Eredmény                                   | Ellenfél Eredmény                                                                    | Ellenfél Eredmény                                                                           | Ellenfél Eredmény                                                                 | Ellenfél Eredmény                                                            | Helyezés |
| ------------------------------------------------ | ----------- | ----------------- | ----------------- | --------------------------------------------------- | ------------------------------------------------------------------------------------ | ------------------------------------------------------------------------------------------- | --------------------------------------------------------------------------------- | ---------------------------------------------------------------------------- | -------- |
| Vang Hao (Wang Hao)                              | Egyes       |                   |                   | Jörg Roßkopf (GER) · 11-5, 12-10, 11-5, 11-13, 11-6 | Luis Lin (DOM) · 11-5, 11-7, 7-11, 12-10, 11-7                                       | Chuan Chih-Yuan (TPE) · 5-11, 12-10, 9-11, 11-4, 11-6, 11-7                                 | Vang Li-csin (Wang Liqin) (CHN) · 11-8, 11-5, 6-11, 11-9, 11-3                    | Ju Szungmin (KOR) · 3-11, 11-9, 9-11, 9-11, 13-11, 9-11                      |          |
| Vang Li-csin (Wang Liqin)                        | Egyes       |                   |                   | Trinko Keen (NED) · 6-11, 11-1, 11-8, 11-4, 11-2    | Csu Szehjok (KOR) · 11-7, 11-8, 9-11, 11-6, 11-6                                     | Ko Lai Chak (HKG) · 11-9, 13-11, 6-11, 11-8, 11-4                                           | Vang Hao (Wang Hao) (CHN) · 8-11, 5-11, 11-6, 9-11, 3-11                          | Bronzmérkőzés · Jan-Ove Waldner (SWE) · 10-12, 11-3, 11-8, 11-7, 11-9        |          |
| Ma Lin                                           | Egyes       |                   |                   | Zoran Primorac (CRO) · 11-5, 11-3, 11-3, 9-11, 11-5 | Jan-Ove Waldner (SWE) · 9-11, 10-12, 11-7, 5-11, 9-11                                | kiesett                                                                                     | kiesett                                                                           | kiesett                                                                      | 9.       |
| Kung Ling-huj (Kong Linghui) Vang Hao (Wang Hao) | Páros       |                   |                   |                                                     | Svédország (SWE) · Jörgen Persson · Jan-Ove Waldner · 11-8, 6-11, 9-11, 9-11, 10-12  | kiesett                                                                                     | kiesett                                                                           | kiesett                                                                      | 9.       |
| Csen Csi (Chen Qi) Ma Lin                        | Páros       |                   |                   |                                                     | Hollandia (NED) · Danny Heister · Trinko Keen · 10-12, 11-7, 11-7, 11-13, 11-5, 11-3 | Lengyelország (POL) · Lucjan Błaszczyk · Tomasz Krzeszewski · 8-11, 11-6, 11-6, 12-10, 11-7 | Dánia (DEN) · Michael Maze · Finn Tugwell · 11-9, 10-12, 11-7, 8-11, 13-11, 13-11 | Hongkong (HKG) · Ko Lai Chak · Li Ching · 11-6, 11-9, 7-11, 11-8, 8-11, 11-5 |          |

Női
| Versenyző                                        | Versenyszám | 64-es főtábla     | 48-as főtábla     | 32-es főtábla                                                         | Nyolcaddöntő                                                                               | Negyeddöntő                                                                      | Elődöntő                                                                                                | Döntő                                                                                               | Helyezés |
| Versenyző                                        | Versenyszám | Ellenfél Eredmény | Ellenfél Eredmény | Ellenfél Eredmény                                                     | Ellenfél Eredmény                                                                          | Ellenfél Eredmény                                                                | Ellenfél Eredmény                                                                                       | Ellenfél Eredmény                                                                                   | Helyezés |
| ------------------------------------------------ | ----------- | ----------------- | ----------------- | --------------------------------------------------------------------- | ------------------------------------------------------------------------------------------ | -------------------------------------------------------------------------------- | --- | --------------------------------------------------------------------------------------------------- | -------- |
| Niu Csien-feng (Niu Jianfeng)                    | Egyes       |                   |                   | Elke Schall-Wosik (GER) · 12-14, 12-14, 11-5, 10-12, 11-6, 11-2, 11-6 | Kim Hjangmi (PRK) · 8-11, 9-11, 9-11, 4-11                                                 | kiesett                                                                          | kiesett                                                                                                 | kiesett                                                                                             | 9.       |
| Csang Ji-ning (Zhang Yining)                     | Egyes       |                   |                   | Chunli Li (NZL) · 11-8, 12-10, 11-5, 11-7                             | Lau Sui Fei (HKG) · 11-5, 11-7, 11-3, 9-11, 11-5                                           | Boros Tamara (CRO) · 12-10, 15-13, 13-11, 11-3                                   | Kim Gjonga (KOR) · 13-11, 11-8, 11-6, 5-11, 11-8                                                        | Kim Hjangmi (PRK) · 11-8, 11-7, 11-2, 11-2                                                          |          |
| Vang Nan (Wang Nan)                              | Egyes       |                   |                   | Kim Junmi (PRK) · 11-6, 13-15, 8-11, 11-2, 11-5, 11-9                 | Adriana Năstase (ROU) · 9-11, 11-8, 11-2, 11-9, 11-4                                       | Li Jia Wei (SIN) · 7-11, 7-11, 13-11, 9-11, 8-11                                 | kiesett                                                                                                 | kiesett                                                                                             | 5.       |
| Kuo Jüe (Guo Yue) Niu Csien-feng (Niu Jianfeng)  | Páros       |                   |                   |                                                                       | Tajvan (TPE) · Huang I-Hua · Lu Yun-Feng · 11-9, 11-4, 11-6, 11-2                          | Japán (JPN) · Fudzsinuma Ai · Umemura Aja · 11-3, 12-10, 9-11, 12-14, 11-4, 11-8 | Kína (CHN) · Vang Nan (Wang Nan) · Csang Ji-ning (Zhang Yining) · 7-11, 11-13, 11-9, 11-13, 11-6, 11-13 | Bronzmérkőzés · Dél-Korea (KOR) · Kim Bokre · Kim Gjonga · 11-7, 5-11, 11-4, 11-9, 7-11, 9-11, 11-9 |          |
| Vang Nan (Wang Nan) Csang Ji-ning (Zhang Yining) | Páros       |                   |                   |                                                                       | Olaszország (ITA) · Nikoleta Stefanova · Wenling Tan Monfardini · 11-6, 11-3, 12-10, 14-12 | Hongkong (HKG) · Song Ah Sim · Tie Ya Na · 11-4, 3-11, 11-13, 11-8, 12-10, 11-8  | Kína (CHN) · Kuo Jüe (Guo Yue) · Niu Csien-feng (Niu Jianfeng) · 11-7, 13-11, 9-11, 13-11, 6-11, 13-11  | Dél-Korea (KOR) · I Unszil · Szog Unmi · 11-9, 11-7, 11-6, 11-6                                     |          |

## Atlétika
Férfi
| Versenyző                      | Versenyszám     | Előfutam | Előfutam | Előfutam | Negyeddöntő | Negyeddöntő | Negyeddöntő | Elődöntő | Elődöntő | Elődöntő | Döntő         | Döntő         |
| Versenyző                      | Versenyszám     | Idő      | Hely.    | Össz.    | Idő         | Hely.       | Össz.       | Idő      | Hely.    | Össz.    | Idő           | Helyezés      |
| ------------------------------ | --------------- | -------- | -------- | -------- | ----------- | ----------- | ----------- | -------- | -------- | -------- | ------------- | ------------- |
| Csen Haj-csien (Chen Haijian)  | 100 m           | 10,45    | 5.       | 46.      | kiesett     | kiesett     | kiesett     | kiesett  | kiesett  | kiesett  | kiesett       | kiesett       |
| Jang Jao-cu (Yang Yaozu)       | 200 m           | 20,59    | 4.       | 13.      | 21,03       | 8.          | 28.         | kiesett  | kiesett  | kiesett  | kiesett       | kiesett       |
| Tou Csao-po (Dou Zhaobo)       | 1500 m          | 3:50,28  | 11.      | 33.      |             |             |             | kiesett  | kiesett  | kiesett  | kiesett       | kiesett       |
| Si Tung-peng (Shi Dongpeng)    | 110 m gát       | 13,68    | 6.       | 33.      | kiesett     | kiesett     | kiesett     | kiesett  | kiesett  | kiesett  | kiesett       | kiesett       |
| Liu Hsziang (Liu Xiang)        | 110 m gát       | 13,27    | 1.       | 3.*      | 13,26       | 1.          | 2.*         | 13,18    | 2.       | 4.       | 12,91         |               |
| Han Kang (Han Gang)            | Maraton         |          |          |          |             |             |             |          |          |          | 2:27:31       | 66.           |
| Csu Zsung-hua (Zhu Ronghua)    | Maraton         |          |          |          |             |             |             |          |          |          | 2:34:02       | 76.           |
| Li Csu-hung (Li Zhuhong)       | Maraton         |          |          |          |             |             |             |          |          |          | 2:19:26       | 31.           |
| Csu Hung-csün (Zhu Hongjun)    | 20 km gyaloglás |          |          |          |             |             |             |          |          |          | 1:21:40       | 6.            |
| Liu Jün-feng (Liu Yunfeng)     | 20 km gyaloglás |          |          |          |             |             |             |          |          |          | 1:27:21       | 25.           |
| Han Jü-cseng (Han Yucheng)     | 20 km gyaloglás |          |          |          |             |             |             |          |          |          | 1:32:18       | 40.           |
| Han Jü-cseng (Han Yucheng)     | 50 km gyaloglás |          |          |          |             |             |             |          |          |          | nem ért célba | nem ért célba |
| Jü Csao-hung (Yu Chaohong)     | 50 km gyaloglás |          |          |          |             |             |             |          |          |          | 3:43:45       | 4.            |
| Alatan Kataszu (Alatan Gadasu) | 50 km gyaloglás |          |          |          |             |             |             |          |          |          | 3:51:55       | 10.           |

| Versenyző                       | Versenyszám   | Selejtező                | Selejtező                | Döntő    | Döntő    |
| Versenyző                       | Versenyszám   | Eredmény                 | Helyezés                 | Eredmény | Helyezés |
| ------------------------------- | ------------- | ------------------------ | ------------------------ | -------- | -------- |
| Liu Jang (Liu Yang)             | Magasugrás    | 210 cm                   | 36.                      | kiesett  | kiesett  |
| Liu Fej-liang (Liu Feiliang)    | Rúdugrás      | érvényes kísérlet nélkül | érvényes kísérlet nélkül | kiesett  | kiesett  |
| Csou Can (Zhou Can)             | Távolugrás    | 747 cm                   | 34.                      | kiesett  | kiesett  |
| Li Jen-hszi (Li Yanxi)          | Hármasugrás   | 16,74 m                  | 15.                      | kiesett  | kiesett  |
| Vu Tao (Wu Tao)                 | Diszkoszvetés | 60,60 m                  | 18.                      | kiesett  | kiesett  |
| Li Zsung-hsziang (Li Rongxiang) | Gerelyhajítás | 79,94 m                  | 15.                      | kiesett  | kiesett  |

| Versenyző                 | Versenyszám | 100 m | 100 m | Távolugrás | Távolugrás | Súlylökés | Súlylökés | Magasugrás | Magasugrás | 400 m | 400 m | 110 m gát | 110 m gát | Diszkoszvetés | Diszkoszvetés | Rúdugrás | Rúdugrás | Gerelyhajítás | Gerelyhajítás | 1500 m  | 1500 m | Végeredmény | Végeredmény |
| Versenyző                 | Versenyszám | Idő   | Pont  | Eredmény   | Pont       | Eredmény  | Pont      | Eredmény   | Pont       | Idő   | Pont  | Idő       | Pont      | Eredmény      | Pont          | Eredmény | Pont     | Eredmény      | Pont          | Idő     | Pont   | Pont        | Helyezés    |
| ------------------------- | ----------- | ----- | ----- | ---------- | ---------- | --------- | --------- | ---------- | ---------- | ----- | ----- | --------- | --------- | ------------- | ------------- | -------- | -------- | ------------- | ------------- | ------- | ------ | ----------- | ----------- |
| Csi Haj-feng (Qi Haifeng) | Tízpróba    | 11,06 | 847   | 734 cm     | 896        | 13,55 m   | 701       | 197 cm     | 776        | 49,65 | 831   | 14,78     | 876       | 45,13 m       | 770           | 450 cm   | 760      | 60,79 m       | 750           | 4:32,63 | 727    | 7934        | 18.         |

Női
| Versenyző                            | Versenyszám     | Előfutam | Előfutam | Előfutam | Negyeddöntő | Negyeddöntő | Negyeddöntő | Elődöntő | Elődöntő | Elődöntő | Döntő    | Döntő    |
| Versenyző                            | Versenyszám     | Idő      | Hely.    | Össz.    | Idő         | Hely.       | Össz.       | Idő      | Hely.    | Össz.    | Idő      | Helyezés |
| ------------------------------------ | --------------- | -------- | -------- | -------- | ----------- | ----------- | ----------- | -------- | -------- | -------- | -------- | -------- |
| Li Hszüe-mej (Li Xuemei)             | 100 m           | 12,21    | 7.       | 49.      | kiesett     | kiesett     | kiesett     | kiesett  | kiesett  | kiesett  | kiesett  | kiesett  |
| Po Fan-fang (Bo Fanfang)             | 400 m           | 56,01    | 7.       | 39.      |             |             |             | kiesett  | kiesett  | kiesett  | kiesett  | kiesett  |
| Hszing Huj-na (Xing Huina)           | 5000 m          | 14:56,01 | 5.       | 5.       |             |             |             |          |          |          | 15:07,41 | 9.       |
| Hszing Huj-na (Xing Huina)           | 10 000 m        |          |          |          |             |             |             |          |          |          | 30:24,36 |          |
| Szun Jing-csie (Sun Yingjie)         | 10 000 m        |          |          |          |             |             |             |          |          |          | 30:54,37 | 6.       |
| Szun Jing-csie (Sun Yingjie)         | 5000 m          | 15:03,00 | 7.       | 14.      |             |             |             |          |          |          | 15:07,23 | 8.       |
| Szu Ji-ping (Su Yiping)              | 100 m gát       | 13,53    | 7.       | 31.      |             |             |             | kiesett  | kiesett  | kiesett  | kiesett  | kiesett  |
| Huang Hsziao-hsziao (Huang Xiaoxiao) | 400 m gát       | 54,83    | 3.       | 9.*      |             |             |             | 55,53    | 8.       | 14.      | kiesett  | kiesett  |
| Csou Csun-hsziu (Zhou Chunxiu)       | Maraton         |          |          |          |             |             |             |          |          |          | 2:42:54  | 33.      |
| Li Ho-lan (Li Helan)                 | Maraton         |          |          |          |             |             |             |          |          |          | 2:37:53  | 22.      |
| Csang Su-csing (Zhang Shujing)       | Maraton         |          |          |          |             |             |             |          |          |          | 2:34:34  | 12.      |
| Szung Hung-csüan (Song Hongjuan)     | 20 km gyaloglás |          |          |          |             |             |             |          |          |          | 1:31:27  | 14.      |
| Csiang Csing (Jiang Jing)            | 20 km gyaloglás |          |          |          |             |             |             |          |          |          | 1:35:56  | 32.      |
| Vang Li-ping (Wang Liping)           | 20 km gyaloglás |          |          |          |             |             |             |          |          |          | 1:30:16  | 8.       |

| Versenyző                      | Versenyszám   | Selejtező | Selejtező | Döntő    | Döntő    |
| Versenyző                      | Versenyszám   | Eredmény  | Helyezés  | Eredmény | Helyezés |
| ------------------------------ | ------------- | --------- | --------- | -------- | -------- |
| Csing Hszüe-csu (Jing Xuezhu)  | Magasugrás    | 189 cm    | 16.**     | kiesett  | kiesett  |
| Csao Jing-jing (Zhao Yingying) | Rúdugrás      | 430 cm    | 23.       | kiesett  | kiesett  |
| Kao Su-jing (Gao Shuying)      | Rúdugrás      | 415 cm    | 24.***    | kiesett  | kiesett  |
| Kuan Jing-nan (Guan Yingnan)   | Távolugrás    | 646 cm    | 18.       | kiesett  | kiesett  |
| Vang Li-na (Wang Lina)         | Távolugrás    | 653 cm    | 13.*      | kiesett  | kiesett  |
| Liang Su-jen (Liang Shuyan)    | Távolugrás    | 592 cm    | 34.       | kiesett  | kiesett  |
| Csang Hao (Zhang Hao)          | Hármasugrás   | 13,30 m   | 32.       | kiesett  | kiesett  |
| Huang Csiu-jen (Huang Qiuyan)  | Hármasugrás   | 14,66 m   | 6.        | 14,33 m  | 12.      |
| Li Feng-feng (Li Fengfeng)     | Súlylökés     | 16,90 m   | 23.       | kiesett  | kiesett  |
| Li Mej-csü (Li Meiju)          | Súlylökés     | 18,16 m   | 11.       | 18,37 m  | 9.       |
| Csang Hsziao-jü (Zhang Xiaoyu) | Súlylökés     | 17,22 m   | 20.       | kiesett  | kiesett  |
| Szung Aj-min (Song Aimin)      | Diszkoszvetés | 58,19 m   | 25.       | kiesett  | kiesett  |
| Li Jen-feng (Li Yanfeng)       | Diszkoszvetés | 61,35 m   | 12.       | 61,05 m  | 9.       |
| Huang Csün (Huang Qun)         | Diszkoszvetés | 56,53 m   | 32.       | kiesett  | kiesett  |
| Liu Jing-huj (Liu Yinghui)     | Kalapácsvetés | 68,12 m   | 14.       | kiesett  | kiesett  |
| Ku Jüan (Gu Yuan)              | Kalapácsvetés | 71,65 m   | 3.        | 69,76 m  | 10.      |
| Csang Ven-hsziu (Zhang Wenxiu) | Kalapácsvetés | 71,56 m   | 5.        | 72,03 m  | 7.       |
| Hszüe Csüan (Xue Juan)         | Gerelyhajítás | 52,97 m   | 37.       | kiesett  | kiesett  |
| Ma Ning                        | Gerelyhajítás | 59,80 m   | 18.       | kiesett  | kiesett  |

| Versenyző                    | Versenyszám | 100 m gát | 100 m gát | Magasugrás | Magasugrás | Súlylökés | Súlylökés | 200 m | 200 m | Távolugrás               | Távolugrás               | Gerelyhajítás | Gerelyhajítás | 800 m   | 800 m | Végeredmény | Végeredmény |
| Versenyző                    | Versenyszám | Idő       | Pont      | Eredmény   | Pont       | Eredmény  | Pont      | Idő   | Pont  | Eredmény                 | Pont                     | Eredmény      | Pont          | Idő     | Pont  | Pont        | Helyezés    |
| ---------------------------- | ----------- | --------- | --------- | ---------- | ---------- | --------- | --------- | ----- | ----- | ------------------------ | ------------------------ | ------------- | ------------- | ------- | ----- | ----------- | ----------- |
| Sen Seng-fej (Shen Shengfei) | Hétpróba    | 14,18     | 953       | 173 cm     | 891        | 14,22 m   | 809       | 26,01 | 796   | érvényes kísérlet nélkül | érvényes kísérlet nélkül | 46,95 m       | 801           | 2:29,50 | 699   | 4949        | 27.         |

* - egy másik versenyzővel azonos időt/eredményt ért el

** - négy másik versenyzővel azonos eredményt ért el

*** - hét másik versenyzővel azonos eredményt ért el

## Birkózás

### Férfi
Kötöttfogású
| Versenyző                   | Versenyszám | Csoportkör                                                                                        | Csoportkör | Negyeddöntő       | Elődöntő          | Bronz- mérkőzés   | Döntő             | Helyezés |
| Versenyző                   | Versenyszám | Ellenfél Eredmény                                                                                 | Hely.      | Ellenfél Eredmény | Ellenfél Eredmény | Ellenfél Eredmény | Ellenfél Eredmény | Helyezés |
| --------------------------- | ----------- | ------------------------------------------------------------------------------------------------- | ---------- | ----------------- | ----------------- | ----------------- | ----------------- | -------- |
| Seng Csiang (Sheng Jiang)   | 55 kg       | G csoport · Artyom Kjuregjan (GRE) · 0-8 · Håkan Nyblom (DEN) · 1-2 · Uran Kalilov (KGZ) · 3-3 PP | 3.         | kiesett           | kiesett           | kiesett           | kiesett           | 13.      |
| Aj Linuer (Ai Linuer)       | 60 kg       | F csoport · Alekszej Sevcov (RUS) · 2-4 · Jurij Kohl (GER) · 3-2                                  | 2.         | kiesett           | kiesett           | kiesett           | kiesett           | 13.      |
| Szaj Jincsija (Sai Yinjiya) | 74 kg       | C csoport · Reto Bucher (SUI) · 2-6 · Aljakszandr Kikinyov (BLR) · 5-3                            | 2.         | kiesett           | kiesett           | kiesett           | kiesett           | 11.      |

Szabadfogású
| Versenyző                      | Versenyszám | Csoportkör                                                              | Csoportkör | Negyeddöntő                   | Elődöntő          | Bronz- mérkőzés                        | Döntő             | Helyezés |
| Versenyző                      | Versenyszám | Ellenfél Eredmény                                                       | Hely.      | Ellenfél Eredmény             | Ellenfél Eredmény | Ellenfél Eredmény                      | Ellenfél Eredmény | Helyezés |
| ------------------------------ | ----------- | ----------------------------------------------------------------------- | ---------- | ----------------------------- | ----------------- | -------------------------------------- | ----------------- | -------- |
| Li Cseng-jü (Li Zhengyu)       | 55 kg       | F csoport · Radoszlav Velikov (BUL) · 8-6 · Shaun Williams (RSA) · 5-4  | 1.         | Stephen Abas (USA) · 1-6      |                   | 5. helyért · Kim Hjoszop (KOR) · 6-4   |                   | 5.       |
| Vang Jüan-jüan (Wang Yuanyuan) | 96 kg       | A csoport · Peter Pecha (SVK) · 3-1 · Aléxandrosz Laliótisz (GRE) · 2-3 | 1.         | Magamed Ibragimov (UZB) · 1-4 |                   | 5. helyért · Rüstəm Ağayev (AZE) · TUS |                   | 6.       |

### Női
Szabadfogású
| Versenyző                   | Versenyszám | Csoportkör                                                                                            | Csoportkör | Elődöntő                          | Bronz- mérkőzés                        | Döntő                        | Helyezés |
| Versenyző                   | Versenyszám | Ellenfél Eredmény                                                                                     | Hely.      | Ellenfél Eredmény                 | Ellenfél Eredmény                      | Ellenfél Eredmény            | Helyezés |
| --------------------------- | ----------- | --- | ---------- | --------------------------------- | -------------------------------------- | ---------------------------- | -------- |
| Li Huj (Li Hui)             | 48 kg       | D csoport · Patricia Miranda (USA) · 5-8 · Lorisza Oorzsak (RUS) · 9-12 · Mayelis Caripa (VEN) · 10-0 | 3.         | kiesett                           | kiesett                                | kiesett                      | 9.       |
| Szun Tung-mej (Sun Dongmei) | 55 kg       | C csoport · Josida Szaori (JPN) · 0-11 · Diletta Giampiccolo (ITA) · 4-2                              | 2.         | 5–8. helyért · I Nare (KOR) · 4-3 | 5. helyért · Mabel Fonseca (PUR) · DSQ |                              | 5.       |
| Meng Li-li (Meng Lili)      | 63 kg       | B csoport · Sara McMann (USA) · TUS · Viola Yanik (CAN) · 8-1                                         | 3.         | kiesett                           | kiesett                                | kiesett                      | 9.       |
| Vang Hszü (Wang Xu)         | 72 kg       | C csoport · Christine Nordhagen (CAN) · 5-2 · Katarzyna Juszczak (ITA) · 5-0                          | 1.         | Hamagucsi Kjóko (JPN) · 6-4       |                                        | Gjuzel Manyurova (RUS) · 7-2 |          |

PP - döntő fölény

DSQ - kizárták

## Cselgáncs
Férfi
| Versenyző                     | Versenyszám | Selejtező         | 32-es főtábla                      | Nyolcaddöntő                  | Negyeddöntő       | Elődöntő          | Vigaszág első kör               | Vigaszág negyeddöntő | Vigaszág elődöntő | Bronz- mérkőzés   | Döntő             | Helyezés    |
| Versenyző                     | Versenyszám | Ellenfél Eredmény | Ellenfél Eredmény                  | Ellenfél Eredmény             | Ellenfél Eredmény | Ellenfél Eredmény | Ellenfél Eredmény               | Ellenfél Eredmény    | Ellenfél Eredmény | Ellenfél Eredmény | Ellenfél Eredmény | Helyezés    |
| ----------------------------- | ----------- | ----------------- | ---------------------------------- | ----------------------------- | ----------------- | ----------------- | ------------------------------- | -------------------- | ----------------- | ----------------- | ----------------- | ----------- |
| Hszie Csien-hua (Xie Jianhua) | Könnyűsúly  |                   | Daniel Fernandes (FRA) · 0101-0210 |                               |                   |                   | Yoel Razvozov (ISR) · 0000-1100 | kiesett              | kiesett           | kiesett           |                   | helyezetlen |
| Pan Szung (Pan Song)          | Nehézsúly   |                   | Grzegorz Eitel (POL) · 1001-0000   | Jurij Ribak (BLR) · 0000-0210 | kiesett           | kiesett           |                                 |                      |                   |                   |                   | helyezetlen |

Női
| Versenyző                      | Versenyszám  | Selejtező                        | Nyolcaddöntő                          | Negyeddöntő                           | Elődöntő                                  | Vigaszág első kör | Vigaszág negyeddöntő                 | Vigaszág elődöntő                | Bronz- mérkőzés                     | Döntő                            | Helyezés    |
| Versenyző                      | Versenyszám  | Ellenfél Eredmény                | Ellenfél Eredmény                     | Ellenfél Eredmény                     | Ellenfél Eredmény                         | Ellenfél Eredmény | Ellenfél Eredmény                    | Ellenfél Eredmény                | Ellenfél Eredmény                   | Ellenfél Eredmény                | Helyezés    |
| ------------------------------ | ------------ | -------------------------------- | ------------------------------------- | ------------------------------------- | ----------------------------------------- | ----------------- | ------------------------------------ | -------------------------------- | ----------------------------------- | -------------------------------- | ----------- |
| Kao Feng (Gao Feng)            | Légsúly      | Daniela Polzin (BRA) · 1110-0000 | Giuseppina Macri (ITA) · 1011-0000    | Frédérique Jossinet (FRA) · 0011-0102 |                                           |                   | Taccjana Maszkvina (BLR) · 0200-0000 | Je Gurim (KOR) · 0002-0001       | Alina Dumitru (ROU) · 1010-0110     |                                  |             |
| Hszien Tung-mej (Xian Dongmei) | Harmatsúly   |                                  | Szalíma esz-Szuákri (ALG) · 0001-0000 | Raffaella Imbriani (GER) · 0221-0010  | Annabelle Euranie (FRA) · 1001-0010       |                   |                                      |                                  |                                     | Jokoszava Juki (JPN) · 1000-0000 |             |
| Liu Jü-hsziang (Liu Yuxiang)   | Könnyűsúly   | Lila Latrúsz (ALG) · 1100-0011   | Danielle Zangrando (BRA) · 0011-1000  | kiesett                               | kiesett                                   |                   |                                      |                                  |                                     |                                  | helyezetlen |
| Li Su-fang (Li Shufang)        | Váltósúly    |                                  | Marie Chisholm (CAN) · 0000-0010      | kiesett                               | kiesett                                   |                   |                                      |                                  |                                     |                                  | helyezetlen |
| Csin Tung-ja (Qin Dongya)      | Középsúly    | Rasída Verdán (ALG) · 0110-0010  | Annett Böhm (GER) · 0001-1011         |                                       |                                           |                   | Catherine Roberge (CAN) · 1001-0000  | Cecilia Blanco (ESP) · 1002-0000 | Cath Arlove (AUS) · 0202-0000       |                                  |             |
| Liu Hszia (Liu Xia)            | Félnehézsúly | Claudia Zwiers (NED) · 1000-0111 | Vera Moszkaljuk (RUS) · 0120-0000     | Yurisel Laborde (CUB) · 1001-0000     | Anasztaszija Matroszova (UKR) · 0001-0000 |                   |                                      |                                  |                                     | Anno Noriko (JPN) · 0001-1010    |             |
| Szun Fu-ming (Sun Fuming)      | Nehézsúly    |                                  | Inszáf el-Jahjávi (TUN) · 1010-0000   | Carmen Chalá (ECU) · 1000-0000        | Daima Beltrán (CUB) · 0000-1000           |                   |                                      |                                  | Marina Prokofjeva (UKR) · 1000-0000 |                                  |             |

## Evezés
Férfi
| Versenyző                                     | Versenyszám              | Előfutam | Előfutam | Vigaszág | Vigaszág | Elődöntő | Elődöntő | Elődöntő | Döntő | Döntő   | Döntő | Helyezés |
| Versenyző                                     | Versenyszám              | Idő      | Hely.    | Idő      | Hely.    | Típus    | Idő      | Hely.    | Típus | Idő     | Hely. | Helyezés |
| --------------------------------------------- | ------------------------ | -------- | -------- | -------- | -------- | -------- | -------- | -------- | ----- | ------- | ----- | -------- |
| Szu Huj (Su Hui)                              | Egypárevezős             | 7:23,19  | 4.       | 6:57,77  | 2.       | A/B/C    | 7:10,33  | 6.       | C     | 6:57,42 | 3.    | 15.      |
| Csu Cse-fu (Zhu Zhifu) Jang Csien (Yang Jian) | Könnyűsúlyú kétpárevezős | 6:22,64  | 4.       | 6:31,87  | 4.       | C/D      | 6:25,97  | 3.       | C     | 6:58,88 | 5.    | 17.      |

Női
| Versenyző | Versenyszám              | Előfutam | Előfutam | Vigaszág | Vigaszág | Elődöntő | Elődöntő | Elődöntő | Döntő | Döntő   | Döntő | Helyezés |
| Versenyző | Versenyszám              | Idő      | Hely.    | Idő      | Hely.    | Típus    | Idő      | Hely.    | Típus | Idő     | Hely. | Helyezés |
| --- | ------------------------ | -------- | -------- | -------- | -------- | -------- | -------- | -------- | ----- | ------- | ----- | -------- |
| Mu Szu-li (Mu Suli) | Egypárevezős             | 7:58,92  | 3.       | 7:48,09  | 3.       | C/D      | 7:48,54  | 2.       | C     | 7:39,64 | 1.    | 13.      |
| Cung Huan-ling (Cong Huanling) Feng Hszüe-ling (Feng Xueling) | Kormányos nélküli kettes | 7:53,30  | 4.       | 7:15,52  | 3.       |          |          |          | B     | 7:10,54 | 1.    | 7.       |
| Hszü Tung-hsziang (Xu Dongxiang) Li Csien (Li Qian) | Könnyűsúlyú kétpárevezős | 6:54,66  | 2.       | 6:54,48  | 1.       | A/B      | 6:55,66  | 3.       | A     | 7:02,05 | 5.    | 5.       |
| Jü Fej (Yu Fei) Lo Hsziu-hua (Luo Xiuhua) Cseng Zsan (Cheng Ran) Jen Hsziao-hszia (Yan Xiaoxia) Vu Ju (Wu You) Jang Cuj-ping (Yang Cuiping) Kao Jen-hua (Gao Yanhua) Csin Ce-vej (Jin Ziwei) Cseng Na (Zheng Na) (kormányos) | Nyolcas                  | 6:06,20  | 2.       | 6:09,87  | 4.       |          |          |          | A     | 7:21,71 | 4.    | 4.       |

## Gyeplabda

### Női
| #               | Név                             |         |         |         |         |         |         |         |
| Kapusok         | Kapusok                         | Kapusok | Kapusok | Kapusok | Kapusok | Kapusok | Kapusok | Kapusok |
| --------------- | ------------------------------- | ------- | ------- | ------- | ------- | ------- | ------- | ------- |
| 1               | Nie Ja-li (Nie Yali)            |         |         |         |         |         |         |         |
| 16              | Csang Ji-meng (Zhang Yimeng)    |         |         |         |         |         |         |         |
| Mezőnyjátékosok |                                 |         |         |         |         |         |         |         |
| 3               | Csen Csao-hszia (Chen Zhaoxia)  |         |         |         |         |         |         |         |
| 4               | Ma Ji-po (Ma Yibo)              |         |         |         |         |         |         |         |
| 5               | Cseng Huj (Cheng Hui) (CSK)     |         |         |         |         |         |         |         |
| 6               | Maj Sao-jen (Mai Shaoyan)       |         |         |         |         |         |         |         |
| 7               | Huang Csün-hszia (Huang Junxia) |         |         |         |         |         |         |         |
| 8               | Fu Pao-zsung (Fu Baorong)       |         |         |         |         |         |         |         |
| 9               | Li Suang (Li Shuang)            |         |         |         |         |         |         |         |
| 10              | Kao Li-hua (Gao Lihua)          |         |         |         |         |         |         |         |
| 11              | Tang Csun-ling (Tang Chunling)  |         |         |         |         |         |         |         |
| 12              | Csou Van-feng (Zhou Wanfeng)    |         |         |         |         |         |         |         |
| 14              | Csen Csün-csing (Chen Qunqing)  |         |         |         |         |         |         |         |
| 15              | Hou Hsziao-lan (Hou Xiaolan)    |         |         |         |         |         |         |         |
| 17              | Csiu Jing-ling (Qiu Yingling)   |         |         |         |         |         |         |         |
| 19              | Csen Csiu-csi (Chen Qiuqi)      |         |         |         |         |         |         |         |
| Tartalékok      |                                 |         |         |         |         |         |         |         |
| Vezetőedző      |                                 |         |         |         |         |         |         |         |
|                 | Kim Chang-Back                  |         |         |         |         |         |         |         |

#### Eredmények
Csoportkör
A csoport
| Csapat              | M | Gy | D | V | G+ | G– | Gk | P  |
| ------------------- | - | -- | - | - | -- | -- | -- | -- |
| Kína (CHN)          | 4 | 4  | 0 | 0 | 11 | 2  | +9 | 12 |
| Argentína (ARG)     | 4 | 3  | 0 | 1 | 12 | 4  | +8 | 9  |
| Japán (JPN)         | 4 | 2  | 0 | 2 | 5  | 7  | –2 | 6  |
| Új-Zéland (NZL)     | 4 | 1  | 0 | 3 | 3  | 9  | –6 | 3  |
| Spanyolország (ESP) | 4 | 0  | 0 | 4 | 3  | 12 | –9 | 0  |

| 2004. augusztus 14. 10:30 | Kína (CHN)                                                 | 3–0   | Japán (JPN) | Játékvezetők: Marelize de Clerk (RSA), Renee Cohen (NED) |
| 2004. augusztus 14. 10:30 | Fu Pao-zsung 8' · Tang Csun-ling 39' · Csen Csün-csing 67' | (1–0) |             | Játékvezetők: Marelize de Clerk (RSA), Renee Cohen (NED) |

| 2004. augusztus 16. 18:00 | Új-Zéland (NZL) | 0–2   | Kína (CHN)                        | Játékvezetők: Jean Ducncan (GBR), Soledad Iparraguirre (ARG) |
| 2004. augusztus 16. 18:00 |                 | (0–1) | Ma Ji-po 16' · Tang Csun-ling 41' | Játékvezetők: Jean Ducncan (GBR), Soledad Iparraguirre (ARG) |

| 2004. augusztus 18. 8:30 | Kína (CHN)                                             | 3–0        | Spanyolország (ESP) | Játékvezetők: Sarah Garnet (NZL), Minka Woolley (AUS) |
| 2004. augusztus 18. 8:30 | Tang Csun-ling 14' · Fu Pao-zsung 35' · Kao Li-hua 58' | (2–0)      |                     | Játékvezetők: Sarah Garnet (NZL), Minka Woolley (AUS) |
| 2004. augusztus 18. 8:30 | Li Suang 63'                                           | Büntetések | López 4'            | Játékvezetők: Sarah Garnet (NZL), Minka Woolley (AUS) |

| 2004. augusztus 22. 18:00 | Argentína (ARG) | 2–3        | Kína (CHN)                                          | Játékvezetők: Renee Cohen (NED), Minka Woolley (AUS) |
| 2004. augusztus 22. 18:00 | Aymar 17', 34'  | (2–2)      | Ma Ji-po 9' · Fu Pao-zsung 16' · Tang Csun-ling 47' | Játékvezetők: Renee Cohen (NED), Minka Woolley (AUS) |
| 2004. augusztus 22. 18:00 |                 | Büntetések | Csou Van-feng 14' Maj Sao-jen 34'                   | Játékvezetők: Renee Cohen (NED), Minka Woolley (AUS) |

Elődöntő
| 2004. augusztus 24. 20:30 | Kína (CHN)                                                       | 0–0 (h. u.) | Németország (GER)                  | Játékvezetők: Marelize de Clerk (RSA), Soledad Iparraguirre (ARG) |
| 2004. augusztus 24. 20:30 |                                                                  |             |                                    | Játékvezetők: Marelize de Clerk (RSA), Soledad Iparraguirre (ARG) |
| 2004. augusztus 24. 20:30 | Fu Pao-zsung 26'                                                 | Büntetések  |                                    | Játékvezetők: Marelize de Clerk (RSA), Soledad Iparraguirre (ARG) |
| 2004. augusztus 24. 20:30 | Büntetőpárbaj:                                                   |             |                                    | Játékvezetők: Marelize de Clerk (RSA), Soledad Iparraguirre (ARG) |
| 2004. augusztus 24. 20:30 | Fu Pao-zsung Kao Li-hua Maj Sao-jen Tang Csun-ling Csou Van-feng | 3–4         | Rinne Klecker Bachmann Keller Gude | Játékvezetők: Marelize de Clerk (RSA), Soledad Iparraguirre (ARG) |

Bronzmérkőzés
| 2004. augusztus 26. 18:00 | Argentína (ARG) | 1–0   | Kína (CHN) | Játékvezetők: Renee Cohen (NED), Ute Conen (GER) |
| 2004. augusztus 26. 18:00 | Aymar 70'       | (0–0) |            | Játékvezetők: Renee Cohen (NED), Ute Conen (GER) |

| Csapat     | Helyezés |
| ---------- | -------- |
| Kína (CHN) | 4.       |

## Íjászat
Férfi
| Versenyző                    | Versenyszám | Selejtező | Selejtező | 64-es főtábla                           | 32-es főtábla                       | Nyolcaddöntő                          | Negyeddöntő       | Elődöntő          | Döntő             | Helyezés |
| Versenyző                    | Versenyszám | Pont      | Kiemelt   | Ellenfél Eredmény                       | Ellenfél Eredmény                   | Ellenfél Eredmény                     | Ellenfél Eredmény | Ellenfél Eredmény | Ellenfél Eredmény | Helyezés |
| ---------------------------- | ----------- | --------- | --------- | --------------------------------------- | ----------------------------------- | ------------------------------------- | ----------------- | ----------------- | ----------------- | -------- |
| Jung Fu-csün (Yong Fujun)    | Egyéni      | 652       | 28.       | Furukava Takaharu (JPN) (37.) · 143-146 | kiesett                             | kiesett                               | kiesett           | kiesett           | kiesett           | 42.      |
| Hszüe Haj-feng (Xue Haifeng) | Egyéni      | 653       | 27.       | Jorge Chapoy (MEX) (38.) · 162-153      | Dmitro Hracsov (UKR) (6.) · 162-161 | Victor Wunderle (USA) (43.) · 164-165 | kiesett           | kiesett           | kiesett           | 12.      |

Női
| Versenyző                                                                 | Versenyszám | Selejtező | Selejtező | 64-es főtábla                         | 32-es főtábla                                    | Nyolcaddöntő                                                                            | Negyeddöntő                                                                            | Elődöntő                                                            | Döntő                                                                       | Helyezés |
| Versenyző                                                                 | Versenyszám | Pont      | Kiemelt   | Ellenfél Eredmény                     | Ellenfél Eredmény                                | Ellenfél Eredmény                                                                       | Ellenfél Eredmény                                                                      | Ellenfél Eredmény                                                   | Ellenfél Eredmény                                                           | Helyezés |
| ------------------------------------------------------------------------- | ----------- | --------- | --------- | ------------------------------------- | ------------------------------------------------ | --------------------------------------------------------------------------------------- | -------------------------------------------------------------------------------------- | ------------------------------------------------------------------- | --------------------------------------------------------------------------- | -------- |
| Ho Jing (He Ying)                                                         | Egyéni      | 667       | 4.        | Helen Palmer (GBR) (61.) · 141-130    | Melissa Jennison (AUS) (29.) · 158 (+9)-158 (+8) | Kirstin Lewis (RSA) (52.) · 156-142                                                     | Alison Williamson (GBR) (21.) · 89-109                                                 | kiesett                                                             | kiesett                                                                     | 8.       |
| Csang Csüan-csüan (Zhang Juanjuan)                                        | Egyéni      | 663       | 5.        | Aurore Trayan (FRA) (60.) · 135-122   | Iwona Marcinkiewicz (POL) (28.) · 166-157        | Alison Williamson (GBR) (21.) · 161-165                                                 | kiesett                                                                                | kiesett                                                             | kiesett                                                                     | 10.      |
| Lin Szang (Lin Sang)                                                      | Egyéni      | 647       | 11.       | Csering Cshoden (BHU) (54.) · 156-159 | kiesett                                          | kiesett                                                                                 | kiesett                                                                                | kiesett                                                             | kiesett                                                                     | 36.      |
| Ho Jing (He Ying) Csang Csüan-csüan (Zhang Juanjuan) Lin Szang (Lin Sang) | Csapat      | 1977      | 2.        |                                       |                                                  | Ausztrália (AUS) · Deonne Bridger · Jo-Ann Galbraith · Melissa Jennison (15.) · 248-233 | Ukrajna (UKR) · Tetyana Berezsna · Natalija Burdejna · Katerina Paleha (10.) · 241-230 | Tajvan (TPE) · Chen Li-Ju · Wu Hui-Ju · Yuan Shu-Chi (3.) · 230-226 | Dél-Korea (KOR) · I Szongdzsin · Pak Szonghjon · Jun Midzsin (1.) · 240-241 |          |

## Kajak-kenu

### Síkvízi
Férfi
| Versenyző                                                    | Versenyszám         | Előfutam | Előfutam | Előfutam | Elődöntő | Elődöntő | Elődöntő | Döntő    | Döntő    |
| Versenyző                                                    | Versenyszám         | Idő      | Hely.    | Össz.    | Idő      | Hely.    | Össz.    | Idő      | Helyezés |
| ------------------------------------------------------------ | ------------------- | -------- | -------- | -------- | -------- | -------- | -------- | -------- | -------- |
| Liu Haj-tao (Liu Haitao)                                     | Kajak egyes 500 m   | 1:43,337 | 7.       | 25.      | 1:16,179 | 8.       | 25.      | kiesett  | kiesett  |
| Liu Haj-tao (Liu Haitao)                                     | Kajak egyes 1000 m  | 3:38,522 | 8.       | 20.      | kiesett  | kiesett  | kiesett  | kiesett  | kiesett  |
| Jin Ji-csün (Yin Yijun) Vang Lej (Wang Lei)                  | Kajak kettes 500 m  | 1:37,061 | 6.       | 19.      | 1:38,554 | 8.       | 16.      | kiesett  | kiesett  |
| Jin Ji-csün (Yin Yijun) Vang Lej (Wang Lei)                  | Kajak kettes 1000 m | 3:21,279 | 7.       | 14.      | kizárták | kizárták | kizárták | kiesett  | kiesett  |
| Vang Ping (Wang Bing)                                        | Kenu egyes 500 m    | 1:51,920 | 4.       | 12.      | 1:51,649 | 3.       | 7.       | 1:49,903 | 9.       |
| Csing Jing (Jing Ying)                                       | Kenu egyes 1000 m   | 4:05,874 | 6.       | 17.      | 4:00,684 | 6.       | 11.      | kiesett  | kiesett  |
| Meng Kuan-liang (Meng Guanliang) Jang Ven-csün (Yang Wenjun) | Kenu kettes 500 m   | 1:38,916 | 1.D      | 1.       |          |          |          | 1:40,278 |          |
| Meng Kuan-liang (Meng Guanliang) Jang Ven-csün (Yang Wenjun) | Kenu kettes 1000 m  | 3:31,795 | 5.       | 8.       | 3:32,792 | 3.       | 3.       | 3:52,926 | 9.       |

Női
| Versenyző                                                                                  | Versenyszám        | Előfutam | Előfutam | Előfutam | Elődöntő | Elődöntő | Elődöntő | Döntő    | Döntő    |
| Versenyző                                                                                  | Versenyszám        | Idő      | Hely.    | Össz.    | Idő      | Hely.    | Össz.    | Idő      | Helyezés |
| ------------------------------------------------------------------------------------------ | ------------------ | -------- | -------- | -------- | -------- | -------- | -------- | -------- | -------- |
| Li Ting                                                                                    | Kajak egyes 500 m  | 1:55,474 | 4.       | 12.      | 1:53,598 | 3.       | 4.       | 1:54,473 | 9.       |
| Hszü Lin-pej (Xu Linbei) Csung Hung-jen (Zhong Hongyan)                                    | Kajak kettes 500 m | 1:40,943 | 2. D     | 3.       |          |          |          | 1:40,913 | 4.       |
| Hszü Lin-pej (Xu Linbei) Csung Hung-jen (Zhong Hongyan) Ho Csing (He Jing) Kao Ji (Gao Yi) | Kajak négyes 500 m | 1:34,206 | 3. D     | 5.       |          |          |          | 1:38,144 | 7.       |

### Szlalom
Férfi
| Versenyző                                     | Versenyszám | Selejtező | Selejtező | Selejtező | Selejtező | Selejtező  | Selejtező  | Elődöntő | Elődöntő | Döntő   | Döntő   | Összesítés | Összesítés |
| Versenyző                                     | Versenyszám | 1. futam  | 1. futam  | 2. futam  | 2. futam  | Összesítés | Összesítés | Elődöntő | Elődöntő | Döntő   | Döntő   | Összesítés | Összesítés |
| Versenyző                                     | Versenyszám | Pont      | Hely.     | Pont      | Hely.     | Pont       | Hely.      | Pont     | Hely.    | Pont    | Hely.   | Pont       | Helyezés   |
| --------------------------------------------- | ----------- | --------- | --------- | --------- | --------- | ---------- | ---------- | -------- | -------- | ------- | ------- | ---------- | ---------- |
| Csen Fu-pin (Chen Fubin) Tien Csin (Tian Qin) | Kenu kettes | 123,64    | 12.       | 125,02    | 11.       | 248,66     | 11.        | kiesett  | kiesett  | kiesett | kiesett | kiesett    | kiesett    |

Női
| Versenyző                    | Versenyszám | Selejtező | Selejtező | Selejtező | Selejtező | Selejtező  | Selejtező  | Elődöntő | Elődöntő | Döntő   | Döntő   | Összesítés | Összesítés |
| Versenyző                    | Versenyszám | 1. futam  | 1. futam  | 2. futam  | 2. futam  | Összesítés | Összesítés | Elődöntő | Elődöntő | Döntő   | Döntő   | Összesítés | Összesítés |
| Versenyző                    | Versenyszám | Pont      | Hely.     | Pont      | Hely.     | Pont       | Hely.      | Pont     | Hely.    | Pont    | Hely.   | Pont       | Helyezés   |
| ---------------------------- | ----------- | --------- | --------- | --------- | --------- | ---------- | ---------- | -------- | -------- | ------- | ------- | ---------- | ---------- |
| Li Csing-csing (Li Jingjing) | Kajak egyes | 134,07    | 18.       | 125,85    | 19.       | 259,92     | 18.        | kiesett  | kiesett  | kiesett | kiesett | kiesett    | kiesett    |

## Kerékpározás

### Hegyi-kerékpározás
| Versenyző                    | Versenyszám        | Idő              | Helyezés |
| ---------------------------- | ------------------ | ---------------- | -------- |
| Csu Jung-piao (Zhu Yongbiao) | Férfi terepverseny | 2 kör hátrány    | 42.      |
| Ma Jen-ping (Ma Yanping)     | Női terepverseny   | 2:13:18 (+16:27) | 17.      |

### Országúti kerékpározás
Női
| Versenyző                       | Versenyszám   | Idő             | Helyezés |
| ------------------------------- | ------------- | --------------- | -------- |
| Csang Csün-jing (Zhang Junying) | Mezőnyverseny | 3:33:35 (+9:11) | 47.      |
| Csien Jün-csüan (Qian Yunjuan)  | Mezőnyverseny | 3:33:35 (+9:11) | 44.      |

### Pálya-kerékpározás
Időfutam
| Név                             | Versenyszám         | Idő    | Helyezés |
| ------------------------------- | ------------------- | ------ | -------- |
| Csiang Jung-hua (Jiang Yonghua) | Női egyéni időfutam | 34,112 |          |

Pontversenyek
| Versenyző                | Versenyszám     | Pont | Helyezés |
| ------------------------ | --------------- | ---- | -------- |
| Li Mej-fang (Li Meifang) | Női pontverseny | 1    | 14.      |

## Kézilabda

### Női

#### Eredmények
Csoportkör
A csoport
| Csapat             | M | Gy | D | V | G+  | G–  | Gk  | P |
| ------------------ | - | -- | - | - | --- | --- | --- | - |
| Ukrajna (UKR)      | 4 | 4  | 0 | 0 | 99  | 82  | +17 | 8 |
| Magyarország (HUN) | 4 | 3  | 0 | 1 | 118 | 93  | +25 | 6 |
| Kína (CHN)         | 4 | 2  | 0 | 2 | 106 | 90  | +16 | 4 |
| Brazília (BRA)     | 4 | 1  | 0 | 3 | 97  | 105 | –8  | 2 |
| Görögország (GRE)  | 4 | 0  | 0 | 4 | 74  | 124 | –50 | 0 |

| 2004. augusztus 15. 14:30 | Kína (CHN)   | 24–28   | Magyarország (HUN)    | Sports Pavillion, Athén Játékvezetők: Aly Hassan, Yasser (EGY) |
| 2004. augusztus 15. 14:30 | Li Vej-vej 8 | (11–14) | Kulcsár, Radulovics 8 | Sports Pavillion, Athén Játékvezetők: Aly Hassan, Yasser (EGY) |
| 2004. augusztus 15. 14:30 | 11× 4×       |         | 11× 3×                | Sports Pavillion, Athén Játékvezetők: Aly Hassan, Yasser (EGY) |

| 2004. augusztus 17. 14:30 | Ukrajna (UKR) | 26–21   | Kína (CHN)   | Sports Pavillion, Athén Játékvezetők: Breto, Huelin Trillo (ESP) |
| 2004. augusztus 17. 14:30 | Rajhel 9      | (15–10) | Li Vej-vej 7 | Sports Pavillion, Athén Játékvezetők: Breto, Huelin Trillo (ESP) |
| 2004. augusztus 17. 14:30 | 5× 3×         |         | 4× 3×        | Sports Pavillion, Athén Játékvezetők: Breto, Huelin Trillo (ESP) |

| 2004. augusztus 19. 16:30 | Görögország (GRE) | 13–33  | Kína (CHN)  | Sports Pavillion, Athén Játékvezetők: Bord, Buy (FRA) |
| 2004. augusztus 19. 16:30 | három játékos 3   | (6–15) | Csaj Csao 7 | Sports Pavillion, Athén Játékvezetők: Bord, Buy (FRA) |
| 2004. augusztus 19. 16:30 | 7× 3×             |        | 4× 2×       | Sports Pavillion, Athén Játékvezetők: Bord, Buy (FRA) |

| 2004. augusztus 23. 16:30 | Kína (CHN)   | 28–23   | Brazília (BRA) | Sports Pavillion, Athén Játékvezetők: Boye, Jensen (DEN) |
| 2004. augusztus 23. 16:30 | Csaj Csao 10 | (11–13) | Nascimento 5   | Sports Pavillion, Athén Játékvezetők: Boye, Jensen (DEN) |
| 2004. augusztus 23. 16:30 | 3× 3×        |         | 4× 3×          | Sports Pavillion, Athén Játékvezetők: Boye, Jensen (DEN) |

Negyeddöntő
| 2004. augusztus 26. 21:30 | Kína (CHN)   | 28–32   | Dánia (DEN) | Sports Pavillion, Athén Játékvezetők: Pozeznik, Repensek (SLO) |
| 2004. augusztus 26. 21:30 | Vang Sa-sa 7 | (14–18) | Fruelund 7  | Sports Pavillion, Athén Játékvezetők: Pozeznik, Repensek (SLO) |
| 2004. augusztus 26. 21:30 | 5× 4×        |         | 3× 2×       | Sports Pavillion, Athén Játékvezetők: Pozeznik, Repensek (SLO) |

Az 5–8. helyért
| 2004. augusztus 28. 9:30 | Spanyolország (ESP) | 27–23   | Kína (CHN)   | Sports Pavillion, Athén Játékvezetők: Aly Hassan, Yasser (EGY) |
| 2004. augusztus 28. 9:30 | García, Puche 5     | (16–10) | Vang Sa-sa 7 | Sports Pavillion, Athén Játékvezetők: Aly Hassan, Yasser (EGY) |
| 2004. augusztus 28. 9:30 | 2× 4×               |         | 1× 3×        | Sports Pavillion, Athén Játékvezetők: Aly Hassan, Yasser (EGY) |

A 7. helyért
| 2004. augusztus 29. 8:30 | Kína (CHN)   | 25–26   | Brazília (BRA) | Sports Pavillion, Athén Játékvezetők: Breto, Huelin Trillo (ESP) |
| 2004. augusztus 29. 8:30 | Li Vej-vej 7 | (10–13) | A. Silva 6     | Sports Pavillion, Athén Játékvezetők: Breto, Huelin Trillo (ESP) |
| 2004. augusztus 29. 8:30 | 2× 4×        |         | 3× 3×          | Sports Pavillion, Athén Játékvezetők: Breto, Huelin Trillo (ESP) |

| Csapat     | Helyezés |
| ---------- | -------- |
| Kína (CHN) | 8.       |

## Kosárlabda

### Férfi

#### Eredmények
Csoportkör
A csoport
| Csapat                      | M | Gy | V | P+  | P–  | Pk  | P  |
| --------------------------- | - | -- | - | --- | --- | --- | -- |
| Spanyolország (ESP)         | 5 | 5  | 0 | 405 | 349 | +56 | 10 |
| Olaszország (ITA)           | 5 | 3  | 2 | 371 | 341 | +30 | 8  |
| Argentína (ARG)             | 5 | 3  | 2 | 414 | 396 | +18 | 8  |
| Kína (CHN)                  | 5 | 2  | 3 | 303 | 382 | –79 | 7  |
| Új-Zéland (NZL)             | 5 | 1  | 4 | 399 | 413 | –14 | 6  |
| Szerbia és Montenegró (SCG) | 5 | 1  | 4 | 377 | 388 | –11 | 6  |

| 2004. augusztus 15. 14:35 | Kína (CHN)                               | 58–83     | Spanyolország (ESP) | Helliniko Indoor Arena, Athén Nézőszám: 9500 Játékvezetők: Lazaros Voreadis (GRE), Jorge Vazquez (PUR) |
| 2004. augusztus 15. 14:35 | (18–18, 12–24, 13–19, 15–22) Jegyzőkönyv |           |                     | Helliniko Indoor Arena, Athén Nézőszám: 9500 Játékvezetők: Lazaros Voreadis (GRE), Jorge Vazquez (PUR) |
| 2004. augusztus 15. 14:35 | Li Nan 14                                | Pont      | Gasol 21            | Helliniko Indoor Arena, Athén Nézőszám: 9500 Játékvezetők: Lazaros Voreadis (GRE), Jorge Vazquez (PUR) |
| 2004. augusztus 15. 14:35 | Jao Ming 8                               | Lepattanó | Gasol 10            | Helliniko Indoor Arena, Athén Nézőszám: 9500 Játékvezetők: Lazaros Voreadis (GRE), Jorge Vazquez (PUR) |
| 2004. augusztus 15. 14:35 | Liu Vej 2                                | Gólpassz  | Gasol, Calderón 2   | Helliniko Indoor Arena, Athén Nézőszám: 9500 Játékvezetők: Lazaros Voreadis (GRE), Jorge Vazquez (PUR) |

| 2004. augusztus 17. 9:00 | Új-Zéland (NZL)                         | 62–69     | Kína (CHN)        | Helliniko Indoor Arena, Athén Nézőszám: 1300 Játékvezetők: Christos Christodoulou (GRE), Virginijus Jonas Dovidavicius (LTU) |
| 2004. augusztus 17. 9:00 | (14–17, 6–12, 25–22, 17–18) Jegyzőkönyv |           |                   | Helliniko Indoor Arena, Athén Nézőszám: 1300 Játékvezetők: Christos Christodoulou (GRE), Virginijus Jonas Dovidavicius (LTU) |
| 2004. augusztus 17. 9:00 | Jones 23                                | Pont      | Jao Ming 39       | Helliniko Indoor Arena, Athén Nézőszám: 1300 Játékvezetők: Christos Christodoulou (GRE), Virginijus Jonas Dovidavicius (LTU) |
| 2004. augusztus 17. 9:00 | Marks, Book 7                           | Lepattanó | Jao Ming 13       | Helliniko Indoor Arena, Athén Nézőszám: 1300 Játékvezetők: Christos Christodoulou (GRE), Virginijus Jonas Dovidavicius (LTU) |
| 2004. augusztus 17. 9:00 | Dickel 2                                | Gólpassz  | Liu Vej, Li Nan 4 | Helliniko Indoor Arena, Athén Nézőszám: 1300 Játékvezetők: Christos Christodoulou (GRE), Virginijus Jonas Dovidavicius (LTU) |

| 2004. augusztus 19. 20:00 | Argentína (ARG)                         | 82–57     | Kína (CHN)  | Helliniko Indoor Arena, Athén Nézőszám: 12 000 Játékvezetők: Sean Corbin (USA), Scott Buttler (AUS) |
| 2004. augusztus 19. 20:00 | (22–14, 19–7, 24–18, 17–18) Jegyzőkönyv |           |             | Helliniko Indoor Arena, Athén Nézőszám: 12 000 Játékvezetők: Sean Corbin (USA), Scott Buttler (AUS) |
| 2004. augusztus 19. 20:00 | Nocioni 17                              | Pont      | Jao Ming 15 | Helliniko Indoor Arena, Athén Nézőszám: 12 000 Játékvezetők: Sean Corbin (USA), Scott Buttler (AUS) |
| 2004. augusztus 19. 20:00 | Delfino, Nocioni 6                      | Lepattanó | Jao Ming 7  | Helliniko Indoor Arena, Athén Nézőszám: 12 000 Játékvezetők: Sean Corbin (USA), Scott Buttler (AUS) |
| 2004. augusztus 19. 20:00 | Scola, Sconochini 4                     | Gólpassz  | Liu Vej 2   | Helliniko Indoor Arena, Athén Nézőszám: 12 000 Játékvezetők: Sean Corbin (USA), Scott Buttler (AUS) |

| 2004. augusztus 21. 16:45 | Kína (CHN)                               | 52–89     | Olaszország (ITA) | Helliniko Indoor Arena, Athén Nézőszám: 7600 Játékvezetők: Lazaros Voreadis (GRE), Jorge Vazquez (PUR) |
| 2004. augusztus 21. 16:45 | (11–22, 15–22, 13–16, 13–29) Jegyzőkönyv |           |                   | Helliniko Indoor Arena, Athén Nézőszám: 7600 Játékvezetők: Lazaros Voreadis (GRE), Jorge Vazquez (PUR) |
| 2004. augusztus 21. 16:45 | Li Nan, Jao Ming 9                       | Pont      | Galanda 22        | Helliniko Indoor Arena, Athén Nézőszám: 7600 Játékvezetők: Lazaros Voreadis (GRE), Jorge Vazquez (PUR) |
| 2004. augusztus 21. 16:45 | Ji Csien-lien 7                          | Lepattanó | Soragna 5         | Helliniko Indoor Arena, Athén Nézőszám: 7600 Játékvezetők: Lazaros Voreadis (GRE), Jorge Vazquez (PUR) |
| 2004. augusztus 21. 16:45 | Jao Ming 2                               | Gólpassz  | Pozzecco 12       | Helliniko Indoor Arena, Athén Nézőszám: 7600 Játékvezetők: Lazaros Voreadis (GRE), Jorge Vazquez (PUR) |

| 2004. augusztus 23. 16:45 | Szerbia és Montenegró (SCG)              | 66–67     | Kína (CHN)  | Helliniko Indoor Arena, Athén Nézőszám: 11 150 Játékvezetők: Christos Christodoulou (GRE), Michael Aylen (AUS) |
| 2004. augusztus 23. 16:45 | (21–16, 13–15, 20–20, 12–16) Jegyzőkönyv |           |             | Helliniko Indoor Arena, Athén Nézőszám: 11 150 Játékvezetők: Christos Christodoulou (GRE), Michael Aylen (AUS) |
| 2004. augusztus 23. 16:45 | Drobnjak 17                              | Pont      | Jao Ming 27 | Helliniko Indoor Arena, Athén Nézőszám: 11 150 Játékvezetők: Christos Christodoulou (GRE), Michael Aylen (AUS) |
| 2004. augusztus 23. 16:45 | Tomašević 11                             | Lepattanó | Jao Ming 13 | Helliniko Indoor Arena, Athén Nézőszám: 11 150 Játékvezetők: Christos Christodoulou (GRE), Michael Aylen (AUS) |
| 2004. augusztus 23. 16:45 | Tomašević 4                              | Gólpassz  | Liu Vej 3   | Helliniko Indoor Arena, Athén Nézőszám: 11 150 Játékvezetők: Christos Christodoulou (GRE), Michael Aylen (AUS) |

Negyeddöntő
| 2004. augusztus 26. 16:45 | Litvánia (LTU)                           | 95–75     | Kína (CHN)  | Olympic Indoor Hall, Athén Nézőszám: 14 500 Játékvezetők: Mike Homsy (CAN), Christos Christodoulou (GRE) |
| 2004. augusztus 26. 16:45 | (25–19, 28–18, 21–20, 21–18) Jegyzőkönyv |           |             | Olympic Indoor Hall, Athén Nézőszám: 14 500 Játékvezetők: Mike Homsy (CAN), Christos Christodoulou (GRE) |
| 2004. augusztus 26. 16:45 | Macijauskas 32                           | Pont      | Jao Ming 29 | Olympic Indoor Hall, Athén Nézőszám: 14 500 Játékvezetők: Mike Homsy (CAN), Christos Christodoulou (GRE) |
| 2004. augusztus 26. 16:45 | M. Žukauskas 8                           | Lepattanó | Jao Ming 11 | Olympic Indoor Hall, Athén Nézőszám: 14 500 Játékvezetők: Mike Homsy (CAN), Christos Christodoulou (GRE) |
| 2004. augusztus 26. 16:45 | Šiškauskas 4                             | Gólpassz  | Liu Vej 4   | Olympic Indoor Hall, Athén Nézőszám: 14 500 Játékvezetők: Mike Homsy (CAN), Christos Christodoulou (GRE) |

A 7. helyért
| 2004. augusztus 15. 14:35 | Kína (CHN)                               | 58–83     | Spanyolország (ESP) | Helliniko Indoor Arena, Athén Nézőszám: 9500 Játékvezetők: Lazaros Voreadis (GRE), Jorge Vazquez (PUR) |
| 2004. augusztus 15. 14:35 | (18–18, 12–24, 13–19, 15–22) Jegyzőkönyv |           |                     | Helliniko Indoor Arena, Athén Nézőszám: 9500 Játékvezetők: Lazaros Voreadis (GRE), Jorge Vazquez (PUR) |
| 2004. augusztus 15. 14:35 | Li Nan 14                                | Pont      | Gasol 21            | Helliniko Indoor Arena, Athén Nézőszám: 9500 Játékvezetők: Lazaros Voreadis (GRE), Jorge Vazquez (PUR) |
| 2004. augusztus 15. 14:35 | Jao Ming 8                               | Lepattanó | Gasol 10            | Helliniko Indoor Arena, Athén Nézőszám: 9500 Játékvezetők: Lazaros Voreadis (GRE), Jorge Vazquez (PUR) |
| 2004. augusztus 15. 14:35 | Liu Vej 2                                | Gólpassz  | Gasol, Calderón 2   | Helliniko Indoor Arena, Athén Nézőszám: 9500 Játékvezetők: Lazaros Voreadis (GRE), Jorge Vazquez (PUR) |

| Csapat     | Helyezés |
| ---------- | -------- |
| Kína (CHN) | 8.       |

### Női

#### Eredmények
Csoportkör
B csoport
| Csapat                 | M | Gy | V | P+  | P–  | Pk   | P  |
| ---------------------- | - | -- | - | --- | --- | ---- | -- |
| Egyesült Államok (USA) | 5 | 5  | 0 | 430 | 285 | +145 | 10 |
| Spanyolország (ESP)    | 5 | 4  | 1 | 368 | 334 | +34  | 9  |
| Csehország (CZE)       | 5 | 3  | 2 | 408 | 375 | +33  | 8  |
| Új-Zéland (NZL)        | 5 | 2  | 3 | 321 | 414 | –93  | 7  |
| Kína (CHN)             | 5 | 1  | 4 | 360 | 406 | –46  | 6  |
| Dél-Korea (KOR)        | 5 | 0  | 5 | 320 | 393 | –73  | 5  |

| 2004. augusztus 14. 11:15 | Dél-Korea (KOR)                         | 54–71     | Kína (CHN)     | Helliniko Indoor Arena, Athén Nézőszám: 600 Játékvezetők: Chantal Julien (FRA), Christos Christodoulou (GRE) |
| 2004. augusztus 14. 11:15 | (15–18, 6–15, 21–24, 12–14) Jegyzőkönyv |           |                | Helliniko Indoor Arena, Athén Nézőszám: 600 Játékvezetők: Chantal Julien (FRA), Christos Christodoulou (GRE) |
| 2004. augusztus 14. 11:15 | Pjon Jonha 19                           | Pont      | Csen Nan 17    | Helliniko Indoor Arena, Athén Nézőszám: 600 Játékvezetők: Chantal Julien (FRA), Christos Christodoulou (GRE) |
| 2004. augusztus 14. 11:15 | Kim Jongok 4                            | Lepattanó | Je Li 8        | Helliniko Indoor Arena, Athén Nézőszám: 600 Játékvezetők: Chantal Julien (FRA), Christos Christodoulou (GRE) |
| 2004. augusztus 14. 11:15 | I Miszon 2                              | Gólpassz  | Miao Li-Csie 3 | Helliniko Indoor Arena, Athén Nézőszám: 600 Játékvezetők: Chantal Julien (FRA), Christos Christodoulou (GRE) |

| 2004. augusztus 16. 16:45 | Kína (CHN)                              | 67–75     | Spanyolország (ESP) | Helliniko Indoor Arena, Athén Nézőszám: 1200 Játékvezetők: Renato Santos (BRA), Scott Butler (AUS) |
| 2004. augusztus 16. 16:45 | (10–34, 19–14, 15–22, 5–23) Jegyzőkönyv |           |                     | Helliniko Indoor Arena, Athén Nézőszám: 1200 Játékvezetők: Renato Santos (BRA), Scott Butler (AUS) |
| 2004. augusztus 16. 16:45 | Csen Nan 18                             | Pont      | Valdemoro 30        | Helliniko Indoor Arena, Athén Nézőszám: 1200 Játékvezetők: Renato Santos (BRA), Scott Butler (AUS) |
| 2004. augusztus 16. 16:45 | Csen Nan 9                              | Lepattanó | Pascua 8            | Helliniko Indoor Arena, Athén Nézőszám: 1200 Játékvezetők: Renato Santos (BRA), Scott Butler (AUS) |
| 2004. augusztus 16. 16:45 | Szung Hsziao-jün 4                      | Gólpassz  | Palau, Fernández 5  | Helliniko Indoor Arena, Athén Nézőszám: 1200 Játékvezetők: Renato Santos (BRA), Scott Butler (AUS) |

| 2004. augusztus 18. 9:00 | Kína (CHN)                               | 83–98     | Csehország (CZE) | Helliniko Indoor Arena, Athén Nézőszám: 300 Játékvezetők: Abdellilah Chlif (MAR), Tatiana Steigerwald (BRA) |
| 2004. augusztus 18. 9:00 | (30–28, 19–21, 14–26, 20–23) Jegyzőkönyv |           |                  | Helliniko Indoor Arena, Athén Nézőszám: 300 Játékvezetők: Abdellilah Chlif (MAR), Tatiana Steigerwald (BRA) |
| 2004. augusztus 18. 9:00 | Csen Nan 23                              | Pont      | Veselá 22        | Helliniko Indoor Arena, Athén Nézőszám: 300 Játékvezetők: Abdellilah Chlif (MAR), Tatiana Steigerwald (BRA) |
| 2004. augusztus 18. 9:00 | Csen Nan 7                               | Lepattanó | Veselá 7         | Helliniko Indoor Arena, Athén Nézőszám: 300 Játékvezetők: Abdellilah Chlif (MAR), Tatiana Steigerwald (BRA) |
| 2004. augusztus 18. 9:00 | Miao Li-Csie, Je Li 2                    | Gólpassz  | Hamzová 8        | Helliniko Indoor Arena, Athén Nézőszám: 300 Játékvezetők: Abdellilah Chlif (MAR), Tatiana Steigerwald (BRA) |

| 2004. augusztus 20. 11:15 | Új-Zéland (NZL)                          | 79–77     | Kína (CHN)      | Helliniko Indoor Arena, Athén Nézőszám: 345 Játékvezetők: Elizabeth Nanette Sisk (USA), Nancy Ethier (CAN) |
| 2004. augusztus 20. 11:15 | (21–19, 14–12, 20–24, 24–22) Jegyzőkönyv |           |                 | Helliniko Indoor Arena, Athén Nézőszám: 345 Játékvezetők: Elizabeth Nanette Sisk (USA), Nancy Ethier (CAN) |
| 2004. augusztus 20. 11:15 | G. Farmer 19                             | Pont      | Szuj Fej-Fej 21 | Helliniko Indoor Arena, Athén Nézőszám: 345 Játékvezetők: Elizabeth Nanette Sisk (USA), Nancy Ethier (CAN) |
| 2004. augusztus 20. 11:15 | Kerr 12                                  | Lepattanó | Szuj Fej-Fej 9  | Helliniko Indoor Arena, Athén Nézőszám: 345 Játékvezetők: Elizabeth Nanette Sisk (USA), Nancy Ethier (CAN) |
| 2004. augusztus 20. 11:15 | Marino 4                                 | Gólpassz  | Vang Ling 2     | Helliniko Indoor Arena, Athén Nézőszám: 345 Játékvezetők: Elizabeth Nanette Sisk (USA), Nancy Ethier (CAN) |

| 2004. augusztus 22. 20:00 | Kína (CHN)                               | 62–100    | Egyesült Államok (USA) | Helliniko Indoor Arena, Athén Nézőszám: 1653 Játékvezetők: Vlagyimir Ohrimenko (RUS), Abreu Muhimua Joao (MOZ) |
| 2004. augusztus 22. 20:00 | (13–27, 19–25, 13–23, 17–25) Jegyzőkönyv |           |                        | Helliniko Indoor Arena, Athén Nézőszám: 1653 Játékvezetők: Vlagyimir Ohrimenko (RUS), Abreu Muhimua Joao (MOZ) |
| 2004. augusztus 22. 20:00 | Je Li 19                                 | Pont      | Taurasi 19             | Helliniko Indoor Arena, Athén Nézőszám: 1653 Játékvezetők: Vlagyimir Ohrimenko (RUS), Abreu Muhimua Joao (MOZ) |
| 2004. augusztus 22. 20:00 | Szuj Fej-Fej 12                          | Lepattanó | Griffith 11            | Helliniko Indoor Arena, Athén Nézőszám: 1653 Játékvezetők: Vlagyimir Ohrimenko (RUS), Abreu Muhimua Joao (MOZ) |
| 2004. augusztus 22. 20:00 | Miao Li-Csie 3                           | Gólpassz  | Johnson, Bird 5        | Helliniko Indoor Arena, Athén Nézőszám: 1653 Játékvezetők: Vlagyimir Ohrimenko (RUS), Abreu Muhimua Joao (MOZ) |

A 9. helyért
| 2004. augusztus 24. 11:15 | Japán (JPN)                              | 63–82     | Kína (CHN)      | Helliniko Indoor Arena, Athén Nézőszám: 253 Játékvezetők: Abdellilah Chlif (MAR), Abreu Muhimua Joao (MOZ) |
| 2004. augusztus 24. 11:15 | (12–20, 17–10, 19–21, 15–31) Jegyzőkönyv |           |                 | Helliniko Indoor Arena, Athén Nézőszám: 253 Játékvezetők: Abdellilah Chlif (MAR), Abreu Muhimua Joao (MOZ) |
| 2004. augusztus 24. 11:15 | Hamagucsi, Kuszuda 13                    | Pont      | Szuj Fej-Fej 25 | Helliniko Indoor Arena, Athén Nézőszám: 253 Játékvezetők: Abdellilah Chlif (MAR), Abreu Muhimua Joao (MOZ) |
| 2004. augusztus 24. 11:15 | Ójama 6                                  | Lepattanó | Vang Ling 13    | Helliniko Indoor Arena, Athén Nézőszám: 253 Játékvezetők: Abdellilah Chlif (MAR), Abreu Muhimua Joao (MOZ) |
| 2004. augusztus 24. 11:15 | Kuszuda 2                                | Gólpassz  | Miao Li-Csie 5  | Helliniko Indoor Arena, Athén Nézőszám: 253 Játékvezetők: Abdellilah Chlif (MAR), Abreu Muhimua Joao (MOZ) |

| Csapat     | Helyezés |
| ---------- | -------- |
| Kína (CHN) | 9.       |

## Labdarúgás

### Női
| #             | Név                             | Klub                                      | Születési idő                    | Mérkőzésszám | Gól     | Sárga lap | sárga lap · 2. sárga lap · kiállítva | kiállítva |
| Kapusok       | Kapusok                         | Kapusok                                   | Kapusok                          | Kapusok      | Kapusok | Kapusok   | Kapusok                              | Kapusok   |
| ------------- | ------------------------------- | ----------------------------------------- | -------------------------------- | ------------ | ------- | --------- | ------------------------------------ | --------- |
| 1             | Hsziao Csen (Xiao Zhen)         | Szecsuan Kuancseng (Sichuan Guancheng)    | 1976. december 16. (27 évesen)   | 2            | 0       | 0         | 0                                    | 0         |
| 18            | Kao Jing-jing (Gao Yingying)    | Santung Luneng (Shandong Luneng)          | 1981. szeptember 17. (22 évesen) | 0            | 0       | 0         | 0                                    | 0         |
| Védők         |                                 |                                           |                                  |              |         |           |                                      |           |
| 2             | Csin Hsziao-mej (Jin Xiaomei)   | Santung Luneng (Shandong Luneng)          | 1983. január 1. (21 évesen)      | 1(1)         | 0       | 0         | 0                                    | 0         |
| 3             | Li Csie (Li Jie)                | Pejcsing Csengcsiang (Beijing Chengjiang) | 1979. július 8. (25 évesen)      | 2            | 0       | 0         | 0                                    | 0         |
| 4             | Vang Li-ping (Wang Liping)      | Hopej Tienkung (Hebei Tiangong)           | 1973. november 12. (30 évesen)   | 1(1)         | 0       | 0         | 0                                    | 0         |
| 5             | Fan Jün-csie (Fan Yunjie) (csk) | Honan Csienje (Henan Jianye)              | 1972. április 29. (32 évesen)    | 2            | 0       | 0         | 0                                    | 0         |
| 10            | Teng Vej (Teng Wei)             | Pejcsing Csengcsiang (Beijing Chengjiang) | 1974. május 21. (30 évesen)      | 2            | 0       | 0         | 0                                    | 0         |
| 14            | Si Tan (Shi Dan)                | Paji Cucsiutuj (Bayi Zuqiudui)            | 1980. december 3. (23 évesen)    | 0            | 0       | 0         | 0                                    | 0         |
| 15            | Zsen Li-ping (Ren Liping)       | Pejcsing Csengcsiang (Beijing Chengjiang) | 1978. október 21. (25 évesen)    | 2            | 0       | 1         | 0                                    | 0         |
| Középpályások |                                 |                                           |                                  |              |         |           |                                      |           |
| 6             | Pu Vej (Pu Wei)                 | Sanghaj Csungjüan (Shanghai Zhongyuan)    | 1980. augusztus 20. (23 évesen)  | 2            | 0       | 0         | 0                                    | 0         |
| 8             | Pi Jen (Bi Yan)                 | Talien Hajcsang (Dalian Haichang)         | 1984. február 17. (20 évesen)    | 2            | 0       | 0         | 0                                    | 0         |
| 12            | Csü Fej-fej (Qu Feifei)         | Paji Cucsiutuj (Bayi Zuqiudui)            | 1982. május 18. (22 évesen)      | 2            | 0       | 1         | 0                                    | 0         |
| 16            | Csang Jing (Zhang Ying)         | Sanghaj Csungjüan (Shanghai Zhongyuan)    | 1985. június 27. (19 évesen)     | (1)          | 0       | 0         | 0                                    | 0         |
| Csatárok      |                                 |                                           |                                  |              |         |           |                                      |           |
| 7             | Csang Ou-jing (Zhang Ouying)    | Hopej Tienkung (Hebei Tiangong)           | 1975. november 2. (28 évesen)    | (1)          | 0       | 0         | 0                                    | 0         |
| 9             | Han Tuan (Han Duan)             | Talien Hajcsang (Dalian Haichang)         | 1983. június 15. (21 évesen)     | 1(1)         | 0       | 0         | 0                                    | 0         |
| 11            | Paj Li-li (Bai Lili)            | Sanghaj Csungjüan (Shanghai Zhongyuan)    | 1978. október 29. (25 évesen)    | (2)          | 0       | 0         | 0                                    | 0         |
| 13            | Liu Hua-na (Liu Huana)          | Senhszi Kuoli (Shaanxi Guoli)             | 1981. május 17. (23 évesen)      | 0            | 0       | 0         | 0                                    | 0         |
| 17            | Csi Ting (Ji Ting)              | Sanghaj Csungjüan (Shanghai Zhongyuan)    | 1982. október 11. (21 évesen)    | 2            | 1       | 0         | 0                                    | 0         |
| Edző          |                                 |                                           |                                  |              |         |           |                                      |           |
|               | Csang Haj-tao (Zhang Haitao)    | CHN                                       | 1970. április 11. (34 évesen)    |              |         |           |                                      |           |

- Kor: 2004. augusztus 10-i kora

#### Eredmények
F csoport 
| Csapat            | M | Gy | D | V | Rg | Kg | Gk  | P |
| ----------------- | - | -- | - | - | -- | -- | --- | - |
| Németország (GER) | 2 | 2  | 0 | 0 | 10 | 0  | +10 | 6 |
| Mexikó (MEX)      | 2 | 0  | 1 | 1 | 1  | 3  | –2  | 1 |
| Kína (CHN)        | 2 | 0  | 1 | 1 | 1  | 9  | –8  | 1 |

| 2004. augusztus 11. 18:00 |

| Németország (GER)                                                                 | 8–0               | Kína (CHN) |
| --------------------------------------------------------------------------------- | ----------------- | ---------- |
| Prinz 13' 21' 73' 88' Wunderlich 65' Lingor 76' (11-esből) Pohlers 82' Müller 90' | (2–0) Jegyzőkönyv |            |

| Pampeloponnisiako Stadium, Pátra Nézőszám: 14 657 Játékvezető: Seitz (amerikai) |

| 2004. augusztus 14. 18:00 |

| Kína (CHN)   | 1–1               | Mexikó (MEX)  |
| ------------ | ----------------- | ------------- |
| Csi Ting 34' | (1–1) Jegyzőkönyv | Domínguez 11' |

| Karaiskaki Stadium, Pireusz Nézőszám: 5112 Játékvezető: Christina Ionescu (román) |

| Csapat     | Helyezés |
| ---------- | -------- |
| Kína (CHN) | 9.       |

## Műugrás
Férfi
| Versenyző                                             | Versenyszám          | Selejtező | Selejtező | Elődöntő | Elődöntő | Döntő  | Döntő    |
| Versenyző                                             | Versenyszám          | Pont      | Helyezés  | Pont     | Helyezés | Pont   | Helyezés |
| ----------------------------------------------------- | -------------------- | --------- | --------- | -------- | -------- | ------ | -------- |
| Peng Po (Peng Bo)                                     | Egyéni műugrás       | 495,45    | 2.        | 751,62   | 2.       | 787,38 |          |
| Vang Feng (Wang Feng)                                 | Egyéni műugrás       | 444,96    | 7.        | 685,38   | 7.       | 750,72 | 4.       |
| Hu Csia (Hu Jia)                                      | Egyéni toronyugrás   | 463,44    | 6.        | 670,74   | 4.       | 748,08 |          |
| Tien Liang (Tian Liang)                               | Egyéni toronyugrás   | 481,47    | 3.        | 690,51   | 3.       | 729,66 |          |
| Peng Po (Peng Bo) Vang Ko-nan (Wang Kenan)            | Szinkron műugrás     |           |           |          |          | 283,89 | 8.       |
| Tien Liang (Tian Liang) Jang Csing-huj (Yang Jinghui) | Szinkron toronyugrás |           |           |          |          | 383,88 |          |

Női
| Versenyző                                               | Versenyszám          | Selejtező | Selejtező | Elődöntő | Elődöntő | Döntő  | Döntő    |
| Versenyző                                               | Versenyszám          | Pont      | Helyezés  | Pont     | Helyezés | Pont   | Helyezés |
| ------------------------------------------------------- | -------------------- | --------- | --------- | -------- | -------- | ------ | -------- |
| Kuo Csing-csing (Guo Jingjing)                          | Egyéni műugrás       | 319,71    | 3.        | 562,77   | 2.       | 633,15 |          |
| Vu Min-hszia (Wu Minxia)                                | Egyéni műugrás       | 306,96    | 6.        | 547,35   | 5.       | 612,00 |          |
| Lao Li-si (Lao Lishi)                                   | Egyéni toronyugrás   | 348,93    | 4.        | 551,97   | 2.       | 576,30 |          |
| Li Ting                                                 | Egyéni toronyugrás   | 339,69    | 7.        | 538,02   | 6.       | 546,48 | 6.       |
| Vu Min-hszia (Wu Minxia) Kuo Csing-csing (Guo Jingjing) | Szinkron műugrás     |           |           |          |          | 336,90 |          |
| Lao Li-si (Lao Lishi) Li Ting                           | Szinkron toronyugrás |           |           |          |          | 352,14 |          |

## Ökölvívás
| Versenyző                      | Versenyszám  | Selejtező                          | Nyolcaddöntő                    | Negyeddöntő                         | Elődöntő                     | Döntő             | Helyezés |
| Versenyző                      | Versenyszám  | Ellenfél Eredmény                  | Ellenfél Eredmény               | Ellenfél Eredmény                   | Ellenfél Eredmény            | Ellenfél Eredmény | Helyezés |
| ------------------------------ | ------------ | ---------------------------------- | ------------------------------- | ----------------------------------- | ---------------------------- | ----------------- | -------- |
| Cou Si-ming (Zou Shiming)      | Papírsúly    | Raushee Warren (USA) · 22-9        | Endalkachew Kebede (ETH) · 31-8 | Alekszan Nalbandjan (ARM) · 20-12   | Yan Barthelemí (CUB) · 17-29 | kiesett           |          |
| Liu Jüan (Liu Yuan)            | Harmatsúly   | Guillermo Rigondeaux (CUB) · 7-21  | kiesett                         | kiesett                             | kiesett                      | kiesett           | 17.      |
| Csen Tung-csou (Chen Tongzhou) | Könnyűsúly   | Murat Hracsev (RUS) · 29-40        | kiesett                         | kiesett                             | kiesett                      | kiesett           | 17.      |
| Hanati Szelamu (Hanati Silamu) | Váltósúly    | Sadat Tebazaalwa (UGA) · 29-17     | Ruslan Xeyirov (AZE) · 16-26    | kiesett                             | kiesett                      | kiesett           | 9.       |
| Ha Tapatöer (Ha Dabateer)      | Középsúly    | Andre Dirrell (USA) · 18-25        | kiesett                         | kiesett                             | kiesett                      | kiesett           | 17.      |
| Lej Jü-ping (Lei Yuping)       | Félnehézsúly | Pierre Celestin Yana (CMR) · 24-16 | Andrij Fedcsuk (UKR) · 17-9     | Mahamed Ariphadzsijev (BLR) · 18-27 | kiesett                      | kiesett           | 5.       |

## Öttusa
| Versenyző                      | Versenyszám | Lövészet | Lövészet | Lövészet | Vívás    | Vívás | Vívás | Úszás   | Úszás | Úszás | Lovaglás | Lovaglás | Lovaglás | Lovaglás | Futás    | Futás | Futás | Összesen    | Összesen |
| Versenyző                      | Versenyszám | Pontszám | Pont     | Hely.    | Eredmény | Pont  | Hely. | Idő     | Pont  | Hely. | Idő      | Hibapont | Pont     | Hely.    | Idő      | Pont  | Hely. | Összes pont | Helyezés |
| ------------------------------ | ----------- | -------- | -------- | -------- | -------- | ----- | ----- | ------- | ----- | ----- | -------- | -------- | -------- | -------- | -------- | ----- | ----- | ----------- | -------- |
| Csien Csen-hua (Qian Zhenhua)  | Férfi       | 185      | 1156     | 2.       | 12-19    | 720   | 26.** | 2:08,52 | 1260  | 16.   | 1:12,36  | 56       | 1144     | 3.       | 10:27,25 | 892   | 29.   | 5172        | 16.      |
| Liang Caj-hszia (Liang Caixia) | Női         | 158      | 832      | 28.      | 12-19    | 720   | 26.*  | 2:20,93 | 1232  | 12.   | 1:32,56  | 240      | 960      | 28.      | 11:43,01 | 908   | 24.   | 4652        | 29.      |
| Tung Löan (Dong Lean)          | Női         | 189      | 1204     | 1.       | 13-18    | 748   | 22.** | 2:21,67 | 1220  | 15.   | 2:05,48  | 300      | 900      | 30.      | 11:58,05 | 848   | 29.   | 4920        | 24.      |

* - két másik versenyzővel azonos eredményt ért el

** - három másik versenyzővel azonos eredményt ért el

## Röplabda

### Női
| #    | Név                            | Klub                 | Kor                              | Magasság |
| ---- | ------------------------------ | -------------------- | -------------------------------- | -------- |
| 1    | Feng Kun                       | Peking (Beijing)     | 1978. december 28. (25 évesen)   | 183 cm   |
| 3    | Jang Hao (Yang Hao)            | Liaoning             | 1980. március 21. (24 évesen)    | 183 cm   |
| 4    | Liu Ja-nan (Liu Yanan)         | Liaoning             | 1980. szeptember 29. (23 évesen) | 186 cm   |
| 6    | Li San (Li Shan)               | Tiencsin (Tianjin)   | 1980. május 21. (24 évesen)      | 185 cm   |
| 7    | Csou Szu-hung (Zhou Suhong)    | Csöcsiang (Zhejiang) | 1979. április 23. (25 évesen)    | 182 cm   |
| 8    | Csao Zsuj-zsuj (Zhao Ruirui)   | Hadsereg             | 1981. október 8. (22 évesen)     | 197 cm   |
| 9    | Csang Jüe-hung (Zhang Yuehong) | Liaoning             | 1975. november 9. (28 évesen)    | 182 cm   |
| 10   | Csen Csing (Chen Jing)         | Szecsuan (Sichuan)   | 1975. szeptember 3. (28 évesen)  | 182 cm   |
| 12   | Szung Ni-na (Song Nina)        | Hadsereg             | 1980. április 7. (24 évesen)     | 179 cm   |
| 15   | Vang Li-na (Wang Lina)         | Hadsereg             | 1978. február 5. (26 évesen)     | 181 cm   |
| 16   | Csang Na (Zhang Na)            | Tiencsin (Tianjin)   | 1980. április 19. (24 évesen)    | 181 cm   |
| 18   | Csang Ping (Zhang Ping)        | Tiencsin (Tianjin)   | 1982. március 23. (22 évesen)    | 187 cm   |
| Edző |                                |                      |                                  |          |
|      | Csen Csung-ho (Chen Zhonghe)   |                      |                                  |          |

- Kor: 2004. augusztus 12-i kora

#### Eredmények
Csoportkör
B csoport
|                             |      | Mérkőzések | Mérkőzések | Szettek | Szettek | Szettek | Pontok | Pontok | Pontok |
| Csapat                      | Pont | Gy         | V          | Sz+     | Sz–     | SzA     | P+     | P–     | PA     |
| --------------------------- | ---- | ---------- | ---------- | ------- | ------- | ------- | ------ | ------ | ------ |
| Kína (CHN)                  | 9    | 4          | 1          | 14      | 4       | 3,500   | 429    | 346    | 1,240  |
| Oroszország (RUS)           | 8    | 3          | 2          | 11      | 8       | 1,375   | 426    | 388    | 1,098  |
| Kuba (CUB)                  | 8    | 3          | 2          | 11      | 10      | 1,100   | 443    | 460    | 0,963  |
| Egyesült Államok (USA)      | 7    | 2          | 3          | 11      | 10      | 1,100   | 472    | 467    | 1,011  |
| Németország (GER)           | 7    | 2          | 3          | 7       | 11      | 0,636   | 387    | 414    | 0,935  |
| Dominikai Köztársaság (DOM) | 6    | 1          | 4          | 3       | 14      | 0,214   | 334    | 416    | 0,803  |

| 2004. augusztus 14. 21:30 | Kína (CHN)                               | 3–1 | Egyesült Államok (USA) | Béke és Barátság stadion, Pireusz Nézőszám: 2300 Játékvezető: Jarmo Salonen (FIN), Fotios Lekkas (GRE) |
| 2004. augusztus 14. 21:30 | (25–21, 23–25, 25–22, 25–18) Jegyzőkönyv |     |                        | Béke és Barátság stadion, Pireusz Nézőszám: 2300 Játékvezető: Jarmo Salonen (FIN), Fotios Lekkas (GRE) |

| 2004. augusztus 16. 11:00 | Kína (CHN)                        | 3–0 | Dominikai Köztársaság (DOM) | Béke és Barátság stadion, Pireusz Nézőszám: 474 Játékvezető: Fotios Lekkas (GRE), Jarmo Salonen (FIN) |
| 2004. augusztus 16. 11:00 | (25–20, 25–16, 25–16) Jegyzőkönyv |     |                             | Béke és Barátság stadion, Pireusz Nézőszám: 474 Játékvezető: Fotios Lekkas (GRE), Jarmo Salonen (FIN) |

| 2004. augusztus 18. 14:00 | Kuba (CUB)                                      | 3–2 | Kína (CHN) | Béke és Barátság stadion, Pireusz Nézőszám: 4300 Játékvezető: Patrick Rachard (FRA), Umit Sokullu (TUR) |
| 2004. augusztus 18. 14:00 | (25–19, 22–25, 15–25, 25–21, 15–13) Jegyzőkönyv |     |            | Béke és Barátság stadion, Pireusz Nézőszám: 4300 Játékvezető: Patrick Rachard (FRA), Umit Sokullu (TUR) |

| 2004. augusztus 20. 09:00 | Kína (CHN)                        | 3–0 | Németország (GER) | Béke és Barátság stadion, Pireusz Nézőszám: 1630 Játékvezető: Valdir Dellaqua (BRA), Mahmoud Abdel Magid (EGY) |
| 2004. augusztus 20. 09:00 | (25–18, 25–15, 25–16) Jegyzőkönyv |     |                   | Béke és Barátság stadion, Pireusz Nézőszám: 1630 Játékvezető: Valdir Dellaqua (BRA), Mahmoud Abdel Magid (EGY) |

| 2004. augusztus 22. 14:00 | Oroszország (RUS)                 | 0–3 | Kína (CHN) | Béke és Barátság stadion, Pireusz Nézőszám: 6320 Játékvezető: Juan Angel Pereyra (ARG), Patricia Salvatore (USA) |
| 2004. augusztus 22. 14:00 | (15–25, 16–25, 26–28) Jegyzőkönyv |     |            | Béke és Barátság stadion, Pireusz Nézőszám: 6320 Játékvezető: Juan Angel Pereyra (ARG), Patricia Salvatore (USA) |

Negyeddöntő
| 2004. augusztus 24. 14:00 | Japán (JPN)                       | 0–3 | Kína (CHN) | Béke és Barátság stadion, Pireusz Nézőszám: 3520 Játékvezető: Abdullah Al-Khelaifi (KSA), Georgios Karampetsos (GRE) |
| 2004. augusztus 24. 14:00 | (20–25, 22–25, 20–25) Jegyzőkönyv |     |            | Béke és Barátság stadion, Pireusz Nézőszám: 3520 Játékvezető: Abdullah Al-Khelaifi (KSA), Georgios Karampetsos (GRE) |

Elődöntő
| 2004. augusztus 26. 22:15 | Kuba (CUB)                                      | 2–3 | Kína (CHN) | Béke és Barátság stadion, Pireusz Nézőszám: 5120 Játékvezető: Luciano Gaspari (ITA), Dejan Jovanovic (SCG) |
| 2004. augusztus 26. 22:15 | (22–25, 20–25, 25–17, 25–23, 10–15) Jegyzőkönyv |     |            | Béke és Barátság stadion, Pireusz Nézőszám: 5120 Játékvezető: Luciano Gaspari (ITA), Dejan Jovanovic (SCG) |

Döntő
| 2004. augusztus 28. 20:10 | Oroszország (RUS)                               | 2–3 | Kína (CHN) | Béke és Barátság stadion, Pireusz Nézőszám: 4242 Játékvezető: Juan Angel Pereyra (ARG), Patricia Salvatore (USA) |
| 2004. augusztus 28. 20:10 | (30–28, 27–25, 20–25, 23–25, 12–15) Jegyzőkönyv |     |            | Béke és Barátság stadion, Pireusz Nézőszám: 4242 Játékvezető: Juan Angel Pereyra (ARG), Patricia Salvatore (USA) |

| Csapat     | Helyezés |
| ---------- | -------- |
| Kína (CHN) |          |

### Strandröplabda

#### Női
| Versenyző                                 | Csoportkör | Csoportkör | Nyolcaddöntő                                                    | Negyeddöntő       | Elődöntő          | Döntő             | Helyezés |
| Versenyző                                 | Ellenfél Eredmény | Hely.      | Ellenfél Eredmény                                               | Ellenfél Eredmény | Ellenfél Eredmény | Ellenfél Eredmény | Helyezés |
| ----------------------------------------- | --- | ---------- | --------------------------------------------------------------- | ----------------- | ----------------- | ----------------- | -------- |
| Ju Ven-huj (You Wenhui) Vang Lu (Wang Lu) | E csoport · Németország (GER) · Stephanie Pohl · Okka Rau · 17-21, 18-21 · Ausztrália (AUS) · Natalie Cook · Nicole Sanderson · 19-21, 21-17, 15-17 · Bulgária (BUL) · Cvetelina Jancsulova · Petya Jancsulova · 19-21, 17-21     | 4.         | kiesett                                                         | kiesett           | kiesett           | kiesett           | 19.      |
| Tien Csia (Tian Jia) Vang Fej (Wang Fei)  | F csoport · Ausztrália (AUS) · Kerri Pottharst · Summer Lochowicz · 18-21, 18-21 · Mexikó (MEX) · Mayra Aide García · Hilda Gaxiola · 21-19, 21-15 · Görögország (GRE) · Effroszíni Szfirí · Vaszilikí Karandásziu · 14-21, 17-21 | 3.         | Egyesült Államok (USA) · Misty May · Kerri Walsh · 11-21, 18-21 | kiesett           | kiesett           | kiesett           | 9.       |

## Softball
- Teng Hsziao-ling (Deng Xiaoling)
- Kuo Csia (Guo Jia)
- Li Csun-hszia (Li Chunxia)
- Li Csi (Li Qi)
- Lü Vej (Lü Wei)
- Lo Lin (Luo Lin)
- Mi Zsen-zsung (Mi Renrong)
- Mu Hszia (Mu Xia)
- Tao Hua
- Vang Hsziao-jen (Wang Xiaoyan)
- Vej Csiang (Wei Qiang)
- Vu Ti (Wu Di)
- Csang Aj (Zhang Ai)
- Csang Li-hszia (Zhang Lixia)
- Csou Ji (Zhou Yi)

### Eredmények
Csoportkör
| Csapat           | M | Gy | V | P+ | P– | Pk  |
| ---------------- | - | -- | - | -- | -- | --- |
| Egyesült Államok | 7 | 7  | 0 | 41 | 0  | +41 |
| Ausztrália       | 7 | 6  | 1 | 22 | 14 | +8  |
| Japán            | 7 | 4  | 3 | 17 | 8  | +9  |
| Kína             | 7 | 3  | 4 | 15 | 20 | –5  |
| Kanada           | 7 | 3  | 4 | 6  | 14 | –8  |
| Tajvan           | 7 | 2  | 5 | 3  | 13 | –10 |
| Görögország      | 7 | 2  | 5 | 6  | 24 | –18 |
| Olaszország      | 7 | 1  | 6 | 8  | 25 | –17 |

| 2004. augusztus 14. 19:30 |  | Görögország (GRE) | 0–5 | Kína |  |  |
| 2004. augusztus 14. 19:30 |  |                   |     |      |  |  |

| 2004. augusztus 15. 12:00 |  | Olaszország (ITA) | 7–5 | Kína |  |  |
| 2004. augusztus 15. 12:00 |  |                   |     |      |  |  |

| 2004. augusztus 16. 9:30 |  | Kína (CHN) | 4–2 | Kanada |  |  |
| 2004. augusztus 16. 9:30 |  |            |     |        |  |  |

| 2004. augusztus 17. 9:30 |  | Kína (CHN) | 0–4 | Egyesült Államok |  |  |
| 2004. augusztus 17. 9:30 |  |            |     |                  |  |  |

| 2004. augusztus 18. 12:00 |  | Ausztrália (AUS) | 5–0 | Kína |  |  |
| 2004. augusztus 18. 12:00 |  |                  |     |      |  |  |

| 2004. augusztus 19. 9:30 |  | Tajvan (TPE) | 0–1 | Kína |  |  |
| 2004. augusztus 19. 9:30 |  |              |     |      |  |  |

| 2004. augusztus 20. 19:30 |  | Kína (CHN) | 0–2 | Japán |  |  |
| 2004. augusztus 20. 19:30 |  |            |     |       |  |  |

Elődöntő
| 2004. augusztus 22. 9:30 |  | Japán (JPN) | 1–0 | Kína |  |  |
| 2004. augusztus 22. 9:30 |  |             |     |      |  |  |

| Csapat | Helyezés |
| ------ | -------- |
| Kína   | 4.       |

## Sportlövészet
Férfi
| Versenyző                         | Versenyszám           | Selejtező | Selejtező | Döntő   | Döntő    |
| Versenyző                         | Versenyszám           | Pont      | Helyezés  | Pont    | Helyezés |
| --------------------------------- | --------------------- | --------- | --------- | ------- | -------- |
| Vang Ji-fu (Wang Yifu)            | Légpisztoly           | 590       | 2.        | 690,0   |          |
| Tan Cung-liang (Tan Zongliang)    | Légpisztoly           | 582       | 9.        | kiesett | kiesett  |
| Tan Cung-liang (Tan Zongliang)    | Szabadpisztoly        | 558       | 10.*      | kiesett | kiesett  |
| Hszü Tan (Xu Dan)                 | Szabadpisztoly        | 553       | 18.****   | kiesett | kiesett  |
| Csen Jung-csiang (Chen Yongqiang) | Gyorstüzelő pisztoly  | 586       | 6.        | 683,8   | 6.       |
| Csang Peng-huj (Zhang Penghui)    | Gyorstüzelő pisztoly  | 585       | 7.*       | kiesett | kiesett  |
| Keng Hung-pin (Geng Hongbin)      | Futócéllövészet       | 572       | 11.       | kiesett | kiesett  |
| Li Csie (Li Jie)                  | Futócéllövészet       | 579       | 3.        | 675,8   | 6.       |
| Li Csie (Li Jie)                  | Légpuska              | 598       | 2.        | 701,3   |          |
| Csu Csi-nan (Zhu Qinan)           | Légpuska              | 599       | 1.        | 702,7   |          |
| Jao Je (Yao Ye)                   | Sportpuska, fekvő     | 590       | 32.***    | kiesett | kiesett  |
| Csia Csan-po (Jia Zhanbo)         | Sportpuska, fekvő     | 595       | 6.**      | 696,6   | 8.       |
| Csia Csan-po (Jia Zhanbo)         | Sportpuska, összetett | 1171      | 1.        | 1264,5  |          |
| Liu Cse-vej (Liu Zhiwei)          | Sportpuska, összetett | 1157      | 19.**     | kiesett | kiesett  |
| Hu Pin-jüan (Hu Binyuan)          | Dupla trap            | 134       | 6.        | 177     | 4.       |
| Vang Cseng (Wang Zheng)           | Dupla trap            | 137       | 3.        | 178     |          |
| Csin Ti (Jin Di)                  | Skeet                 | 120       | 15.*****  | kiesett | kiesett  |

Női
| Versenyző                    | Versenyszám           | Selejtező | Selejtező | Döntő   | Döntő    |
| Versenyző                    | Versenyszám           | Pont      | Helyezés  | Pont    | Helyezés |
| ---------------------------- | --------------------- | --------- | --------- | ------- | -------- |
| Zsen Csie (Ren Jie)          | Légpisztoly           | 384       | 6.**      | 482,3   | 4.       |
| Tao Lu-na (Tao Luna)         | Légpisztoly           | 366       | 38.*      | kiesett | kiesett  |
| Cao Jing (Cao Ying)          | Sportpisztoly         | 578       | 10.**     | kiesett | kiesett  |
| Csen Jing (Chen Ying)        | Sportpisztoly         | 584       | 4.        | 686,2   | 4.       |
| Csao Jing-huj (Zhao Yinghui) | Légpuska              | 398       | 2.**      | 500.8   | 4.       |
| Tu Li (Du Li)                | Légpuska              | 398       | 2.**      | 502.0   |          |
| Vang Cseng-ji (Wang Chengyi) | Sportpuska, összetett | 584       | 4.*       | 685,4   |          |
| Vu Liu-hszi (Wu Liuxi)       | Sportpuska, összetett | 578       | 9.**      | kiesett | kiesett  |
| Kao O (Gao E)                | Trap                  | 48        | 17.       | kiesett | kiesett  |
| Kao O (Gao E)                | Dupla trap            | 107       | 5.*       | 142     |          |
| Li Csing-nien (Li Qingnian)  | Dupla trap            | 107       | 5.*       | 142     | 4.       |
| Vej Ning (Wei Ning)          | Skeet                 | 70        | 3.        | 93      |          |

* - egy másik versenyzővel azonos eredményt ért el

** - két másik versenyzővel azonos eredményt ért el

*** - három másik versenyzővel azonos eredményt ért el

**** - négy másik versenyzővel azonos eredményt ért el

***** - öt másik versenyzővel azonos eredményt ért el

## Súlyemelés
Férfi
| Versenyző                        | Versenyszám | Szakítás                 | Szakítás                 | Lökés    | Lökés    | Összesen | Helyezés |
| Versenyző                        | Versenyszám | Eredmény                 | Helyezés                 | Eredmény | Helyezés | Összesen | Helyezés |
| -------------------------------- | ----------- | ------------------------ | ------------------------ | -------- | -------- | -------- | -------- |
| Vu Mej-csin (Wu Meijin)          | 56 kg       | 130,0                    | 2.                       | 157,5    | 2.       | 287,5    |          |
| Lö Mao-seng (Le Maosheng)        | 62 kg       | 140,0                    | 2.*                      | 172,5    | 1.*      | 312,5    |          |
| Si Cse-jung (Shi Zhiyong)        | 62 kg       | 152,5                    | 1.                       | 172,5    | 1.*      | 325,0    |          |
| Csang Kuo-cseng (Zhang Guozheng) | 69 kg       | 160,0                    | 1.                       | 187,5    | 2.*      | 347,5    |          |
| Csan Hszü-kang (Zhan Xugang)     | 77 kg       | érvényes kísérlet nélkül | érvényes kísérlet nélkül | kiesett  | kiesett  | kiesett  | kiesett  |
| Jüan Aj-csün (Yuan Aijun)        | 85 kg       | 167,5                    | 6.***                    | 205,0    | 1.**     | 372,5    | 5.       |

Női
| Versenyző                      | Versenyszám | Szakítás | Szakítás | Lökés    | Lökés    | Összesen | Helyezés |
| Versenyző                      | Versenyszám | Eredmény | Helyezés | Eredmény | Helyezés | Összesen | Helyezés |
| ------------------------------ | ----------- | -------- | -------- | -------- | -------- | -------- | -------- |
| Li Cso (Li Zhuo)               | 48 kg       | 92,5     | 2.       | 112,5    | 2.*      | 205,0    |          |
| Csen Jen-csing (Chen Yanqing)  | 58 kg       | 107,5    | 1.       | 130,0    | 1.*      | 237,5    |          |
| Liu Csun-hung (Liu Chunhong)   | 69 kg       | 122,5    | 1.       | 152,5    | 1.       | 275,0    |          |
| Tang Kung-hung (Tang Gonghong) | +75 kg      | 122,5    | 8.       | 182,5    | 1.       | 305,0    |          |

* - egy másik versenyzővel azonos eredményt ért el

** - két másik versenyzővel azonos eredményt ért el

*** - három másik versenyzővel azonos eredményt ért el

## Szinkronúszás
| Versenyző | Versenyszám | Technikai gyakorlat | Technikai gyakorlat | Selejtező        | Selejtező        | Selejtező  | Selejtező  | Döntő            | Döntő            | Döntő      | Döntő      | Helyezés |
| Versenyző | Versenyszám | Technikai gyakorlat | Technikai gyakorlat | Szabad gyakorlat | Szabad gyakorlat | Összesítés | Összesítés | Szabad gyakorlat | Szabad gyakorlat | Összesítés | Összesítés | Helyezés |
| Versenyző | Versenyszám | Pont                | Hely.               | Pont             | Hely.            | Pont       | Hely.      | Pont             | Hely.            | Pont       | Hely.      | Helyezés |
| --- | ----------- | ------------------- | ------------------- | ---------------- | ---------------- | ---------- | ---------- | ---------------- | ---------------- | ---------- | ---------- | -------- |
| Ku Pej-pej (Gu Beibei) Csang Hsziao-huan (Zhang Xiaohuan) | Páros       | 46,584              | 7.                  | 46,750           | 8.               | 93,334     | 8.         | 47,084           | 7.               | 93,668     | 7.         | 7.       |
| Csen Jü (Chen Yu) Ku Pej-pej (Gu Beibei) Ho Hsziao-csu (He Xiaochu) Hou Jing-li (Hou Yingli) Hu Ni Li Csen (Li Zhen) Vang Na (Wang Na) Csang Hsziao-huan (Zhang Xiaohuan) | Csapat      | 47,084              | 6.                  |                  |                  |            |            | 47,500           | 6.               | 94,584     | 6.         | 6.       |

## Taekwondo
Női
| Versenyző               | Versenyszám | Nyolcaddöntő                 | Negyeddöntő                 | Elődöntő                      | Vigaszág első kör | Vigaszág elődöntő | Bronz- mérkőzés   | Döntő                       | Helyezés |
| Versenyző               | Versenyszám | Ellenfél Eredmény            | Ellenfél Eredmény           | Ellenfél Eredmény             | Ellenfél Eredmény | Ellenfél Eredmény | Ellenfél Eredmény | Ellenfél Eredmény           | Helyezés |
| ----------------------- | ----------- | ---------------------------- | --------------------------- | ----------------------------- | ----------------- | ----------------- | ----------------- | --------------------------- | -------- |
| Lo Vej (Luo Wei)        | Váltósúly   | Hvang Gjongszon (KOR) · 10-8 | Nina Solheim (NOR) · RSC    | Ineabelle Díaz (PUR) · 5-3    |                   |                   |                   | Eli Misztakídu (GRE) · 7-6  |          |
| Csen Csung (Chen Zhong) | Nehézsúly   | Okamoto Joriko (JPN) · 7-5   | Adriana Carmona (VEN) · 7-5 | Natália Falavigna (BRA) · 8-5 |                   |                   |                   | Myriam Baverel (FRA) · 12-5 |          |

RSC - a játékvezető megállította a mérkőzést

## Tenisz
Női
| Versenyző                              | Versenyszám | 64-es főtábla                      | 32-es főtábla                                                          | Nyolcaddöntő                                                            | Negyeddöntő                                                                 | Elődöntő                                                           | Bronz- mérkőzés   | Döntő                                                                       | Helyezés |
| Versenyző                              | Versenyszám | Ellenfél Eredmény                  | Ellenfél Eredmény                                                      | Ellenfél Eredmény                                                       | Ellenfél Eredmény                                                           | Ellenfél Eredmény                                                  | Ellenfél Eredmény | Ellenfél Eredmény                                                           | Helyezés |
| -------------------------------------- | ----------- | ---------------------------------- | ---------------------------------------------------------------------- | ----------------------------------------------------------------------- | --------------------------------------------------------------------------- | ------------------------------------------------------------------ | ----------------- | --------------------------------------------------------------------------- | -------- |
| Cseng Csie (Zheng Jie)                 | Egyes       | Szugijama Ai (JPN) · 6-4, 3-6, 6-8 | kiesett                                                                | kiesett                                                                 | kiesett                                                                     | kiesett                                                            | kiesett           | kiesett                                                                     | 33.      |
| Jen Ce (Yan Zi) Cseng Csie (Zheng Jie) | Páros       |                                    | Szlovénia (SLO) · Maja Matevžič · Tina Pisnik · 6-2, 6-1               | Svájc (SUI) · Myriam Casanova · Patty Schnyder · 6-3, 6-3               | Spanyolország (ESP) · Conchita Martínez · Virginia Ruano Pascual · 1-6, 1-6 | kiesett                                                            | kiesett           | kiesett                                                                     | 5.       |
| Li Ting Szun Tien-tien (Sun Tiantian)  | Páros       |                                    | Egyesült Államok (USA) · Chanda Rubin · Venus Williams · 7-5, 1-6, 6-3 | Olaszország (ITA) · Silvia Farina Elia · Francesca Schiavone · 6-1, 7-6 | Ausztrália (AUS) · Alicia Molik · Rennae Stubbs · 6-3, 6-2                  | Argentína (ARG) · Paola Suárez · Patricia Tarabini · 6-2, 2-6, 9-7 |                   | Spanyolország (ESP) · Conchita Martínez · Virginia Ruano Pascual · 6-3, 6-3 |          |

## Tollaslabda
| Versenyző                                                 | Versenyszám  | 32-es főtábla                                | Nyolcaddöntő                                                         | Negyeddöntő                                                                     | Elődöntő                                                                          | Bronz- mérkőzés                                                | Döntő                                                                               | Helyezés |
| Versenyző                                                 | Versenyszám  | Ellenfél Eredmény                            | Ellenfél Eredmény                                                    | Ellenfél Eredmény                                                               | Ellenfél Eredmény                                                                 | Ellenfél Eredmény                                              | Ellenfél Eredmény                                                                   | Helyezés |
| --------------------------------------------------------- | ------------ | -------------------------------------------- | -------------------------------------------------------------------- | ------------------------------------------------------------------------------- | --------------------------------------------------------------------------------- | -------------------------------------------------------------- | ----------------------------------------------------------------------------------- | -------- |
| Pao Csun-laj (Bao Chunlai)                                | Férfi egyes  | Szató Sódzsi (JPN) · 15-6, 15-5              | Pak Theszang (KOR) · 11-15, 12-15                                    | kiesett                                                                         | kiesett                                                                           | kiesett                                                        | kiesett                                                                             | 9.       |
| Lin Tan (Lin Dan)                                         | Férfi egyes  | Ronald Susilo (SIN) · 12-15, 10-15           | kiesett                                                              | kiesett                                                                         | kiesett                                                                           | kiesett                                                        | kiesett                                                                             | 17.      |
| Csen Hung (Chen Hong)                                     | Férfi egyes  | Kenneth Jonassen (DEN) · 12-15, 15-5, 15-9   | Lee Chong Wei (MAS) · 15-11, 3-15, 15-12                             | Szon Szungmo (KOR) · 15-10, 4-15, 10-15                                         | kiesett                                                                           | kiesett                                                        | kiesett                                                                             | 5.       |
| Csou Mi (Zhou Mi)                                         | Női egyes    | Huaiwen Xu (GER) · 9-11, 11-5, 11-2          | Mori Kaori (JPN) · 11-2, 11-4                                        | Petya Nedelcseva (BUL) · 11-4, 11-1                                             | Csang Ning (Zhang Ning) (CHN) · 6-11, 4-11                                        | Kung Zsuj-na (Gong Ruina) (CHN) · 11-2, 8-11, 11-6             |                                                                                     |          |
| Csang Ning (Zhang Ning)                                   | Női egyes    | Marina Andrievskaia (SWE) · 4-11, 11-3, 11-7 | Kelly Morgan (GBR) · 11-6, 11-8                                      | Wang Chen (HKG) · 9-11, 11-6, 11-7                                              | Csou Mi (Zhou Mi) (CHN) · 11-6, 11-4                                              |                                                                | Mia Audina (NED) · 8-11, 11-6, 11-7                                                 |          |
| Kung Zsuj-na (Gong Ruina)                                 | Női egyes    | Li Li (SIN) · 11-9, 11-4                     | Salakjit Ponsana (THA) · 11-8, 11-3                                  | Cheng Shao-Chieh (TPE) · 11-3, 11-3                                             | Mia Audina (NED) · 4-11, 2-11                                                     | Csou Mi (Zhou Mi) (CHN) · 2-11, 11-8, 6-11                     |                                                                                     | 4.       |
| Cseng Po (Zheng Bo) Szang Jang (Sang Yang)                | Férfi páros  |                                              | Malajzia (MAS) · Chan Chong Ming · Chew Choon Eng · 15-11, 15-7      | Dél-Korea (KOR) · Kim Dongmun · Ha Thekvon · 7-15, 11-15                        | kiesett                                                                           | kiesett                                                        | kiesett                                                                             | 5.       |
| Fu Haj-feng (Fu Haifeng) Caj Jün (Cai Yun)                | Férfi páros  |                                              | Japán (JPN) · Maszuda Keita · Ócuka Tadasi · 15-7, 16-17, 15-9       | Dánia (DEN) · Jens Eriksen · Martin Lundgaard Hansen · 15-3, 11-15, 8-15        | kiesett                                                                           | kiesett                                                        | kiesett                                                                             | 5.       |
| Csang Csie-ven (Zhang Jiewen) Jang Vej (Yang Wei)         | Női páros    |                                              | Indonézia (INA) · Jo Novita · Lita Nurlita · 15-2, 6-15, 15-7        | Thaiföld (THA) · Saralee Thungthongkam · Sathinee Chankrachangwong · 15-2, 15-4 | Dél-Korea (KOR) · Na Kjongmin · I Kjongvon · 15-6, 15-4                           |                                                                | Kína (CHN) · Huang Szuj (Huang Sui) · Kao Ling (Gao Ling) · 7-15, 15-4, 15-8        |          |
| Csao Ting-ting (Zhao Tingting) Vej Ji-li (Wei Yili)       | Női páros    |                                              | Nagy-Britannia (GBR) · Gail Emms · Donna Kellogg · 13-15, 15-7, 15-5 | Dél-Korea (KOR) · I Hjodzsong · Hvang Jumi · 8-15, 15-6, 15-13                  | Kína (CHN) · Huang Szuj (Huang Sui) · Kao Ling (Gao Ling) · 10-15, 14-17          | Dél-Korea (KOR) · Na Kjongmin · I Kjongvon · 15-10, 9-15, 7-15 |                                                                                     | 4.       |
| Huang Szuj (Huang Sui) Kao Ling (Gao Ling)                | Női páros    |                                              | Malajzia (MAS) · Chin Eei Hui · Wong Pei Tty · 15-12, 15-8           | Dánia (DEN) · Ann-Lou Jørgensen · Rikke Olsen · 15-6, 15-7                      | Kína (CHN) · Csao Ting-ting (Zhao Tingting) · Vej Ji-li (Wei Yili) · 15-10, 17-14 |                                                                | Kína (CHN) · Csang Csie-ven (Zhang Jiewen) · Jang Vej (Yang Wei) · 15-7, 4-15, 8-15 |          |
| Csang Csün (Zhang Jun) Kao Ling (Gao Ling)                | Vegyes páros |                                              | Tajvan (TPE) · Tsai Chia-Hsin · Cheng Wen-Hsing · 15-5, 15-2         | Svédország (SWE) · Fredrik Bergström · Johanna Persson · 15-3, 15-1             | Dánia (DEN) · Jens Eriksen · Mette Schjoldager · 15-9, 15-5                       |                                                                | Nagy-Britannia (GBR) · Nathan Robertson · Gail Emms · 15-1, 12-15, 15-12            |          |
| Csen Csi-csiu (Chen Qiqiu) Csao Ting-ting (Zhao Tingting) | Vegyes páros |                                              | Indonézia (INA) · Anggun Nugroho · Eny Widiowati · 15-2, 15-3        | Nagy-Britannia (GBR) · Nathan Robertson · Gail Emms · 8-15, 15-17               | kiesett                                                                           | kiesett                                                        | kiesett                                                                             | 5.       |

## Torna
Férfi
| Versenyző | Versenyszám      | Selejtező | Selejtező | Döntő    | Döntő    |
| Versenyző | Versenyszám      | Pontszám  | Helyezés  | Pontszám | Helyezés |
| --- | ---------------- | --------- | --------- | -------- | -------- |
| Hszing Ao-vej (Xing Aowei) | Talaj            | 9,637     | 19.       | kiesett  | kiesett  |
| Hszing Ao-vej (Xing Aowei) | Ugrás            | 9,600     |           | kiesett  | kiesett  |
| Hszing Ao-vej (Xing Aowei) | Nyújtó           | 9,687     | 22.       | kiesett  | kiesett  |
| Hszing Ao-vej (Xing Aowei) | Gyűrű            | 8,925     | 68.       | kiesett  | kiesett  |
| Hszing Ao-vej (Xing Aowei) | Lólengés         | 9,650     | 16.       | kiesett  | kiesett  |
| Hszing Ao-vej (Xing Aowei) | Egyéni összetett | 47,499    | 51.       | kiesett  | kiesett  |
| Teng Haj-pin (Teng Haibin) | Talaj            | 9,350     | 44.       | kiesett  | kiesett  |
| Teng Haj-pin (Teng Haibin) | Ugrás            | 9,487     |           | kiesett  | kiesett  |
| Teng Haj-pin (Teng Haibin) | Korlát           | 6,775     | 81.       | kiesett  | kiesett  |
| Teng Haj-pin (Teng Haibin) | Nyújtó           | 9,687     | 20.       | kiesett  | kiesett  |
| Teng Haj-pin (Teng Haibin) | Lólengés         | 9,800     | 3.        | 9,837    |          |
| Teng Haj-pin (Teng Haibin) | Egyéni összetett | 45,099    | 64.       | kiesett  | kiesett  |
| Hsziao Csin (Xiao Qin) | Talaj            | 9,125     | 56.       | kiesett  | kiesett  |
| Hsziao Csin (Xiao Qin) | Ugrás            | 9,237     |           | kiesett  | kiesett  |
| Hsziao Csin (Xiao Qin) | Korlát           | 9,525     | 38.       | kiesett  | kiesett  |
| Hsziao Csin (Xiao Qin) | Nyújtó           | 9,750     | 4.        | 9,737    | 6.       |
| Hsziao Csin (Xiao Qin) | Lólengés         | 9,337     | 42.       | kiesett  | kiesett  |
| Hsziao Csin (Xiao Qin) | Egyéni összetett | 46,974    | 55.       | kiesett  | kiesett  |
| Jang Vej (Yang Wei) | Talaj            | 9,412     | 40.       | kiesett  | kiesett  |
| Jang Vej (Yang Wei) | Ugrás            | 9,550     |           | kiesett  | kiesett  |
| Jang Vej (Yang Wei) | Korlát           | 9,625     | 24.       | kiesett  | kiesett  |
| Jang Vej (Yang Wei) | Nyújtó           | 9,550     | 34.       | kiesett  | kiesett  |
| Jang Vej (Yang Wei) | Gyűrű            | 9,712     | 10.       | kiesett  | kiesett  |
| Jang Vej (Yang Wei) | Lólengés         | 9,525     | 27.       | kiesett  | kiesett  |
| Jang Vej (Yang Wei) | Egyéni összetett | 57,374    | 7.        | 57,361   | 7.       |
| Li Hsziao-peng (Li Xiaopeng) | Ugrás            | 9,800     | 1.        | 9,368    | 7.       |
| Li Hsziao-peng (Li Xiaopeng) | Korlát           | 9,787     | 3.        | 9,762    |          |
| Li Hsziao-peng (Li Xiaopeng) | Gyűrű            | 9,112     | 61.       | kiesett  | kiesett  |
| Li Hsziao-peng (Li Xiaopeng) | Egyéni összetett | 28,699    | 84.       | kiesett  | kiesett  |
| Huang Hszü (Huang Xu) | Korlát           | 9,675     | 20.       | kiesett  | kiesett  |
| Huang Hszü (Huang Xu) | Nyújtó           | 9,637     | 27.       | kiesett  | kiesett  |
| Huang Hszü (Huang Xu) | Gyűrű            | 9,712     | 11.       | kiesett  | kiesett  |
| Huang Hszü (Huang Xu) | Lólengés         | 9,737     | 7.        | 9,775    | 4.       |
| Huang Hszü (Huang Xu) | Egyéni összetett | 38,761    | 66.       | kiesett  | kiesett  |
| Hszing Ao-vej (Xing Aowei) Teng Haj-pin (Teng Haibin) Hsziao Csin (Xiao Qin) Jang Vej (Yang Wei) Li Hsziao-peng (Li Xiaopeng) Huang Hszü (Huang Xu) | Csapat összetett | 229,507   | 4.        | 171,257  | 5.       |

Női
| Versenyző | Versenyszám      | Selejtező | Selejtező | Döntő    | Döntő    |
| Versenyző | Versenyszám      | Pontszám  | Helyezés  | Pontszám | Helyezés |
| --- | ---------------- | --------- | --------- | -------- | -------- |
| Cseng Fej (Cheng Fei)                                                                                           | Talaj            | 9,650     | 2.        | 9,412    | 4.       |
| Cseng Fej (Cheng Fei)                                                                                           | Ugrás            | 9,300     | 11.       | kiesett  | kiesett  |
| Cseng Fej (Cheng Fei)                                                                                           | Gerenda          | 8,925     | 43.       | kiesett  | kiesett  |
| Cseng Fej (Cheng Fei)                                                                                           | Egyéni összetett | 27,950    | 72.       | kiesett  | kiesett  |
| Li Ja (Li Ya)                                                                                                   | Ugrás            | 9,137     |           | kiesett  | kiesett  |
| Li Ja (Li Ya)                                                                                                   | Felemás korlát   | 9,675     | 3.        | 9,562    | 5.       |
| Li Ja (Li Ya)                                                                                                   | Gerenda          | 9,600     | 6.        | 9,050    | 7.       |
| Li Ja (Li Ya)                                                                                                   | Egyéni összetett | 28,412    | 65.       | kiesett  | kiesett  |
| Fan Je (Fan Ye)                                                                                                 | Talaj            | 8,975     | 54.       | kiesett  | kiesett  |
| Fan Je (Fan Ye)                                                                                                 | Felemás korlát   | 9,600     | 9.        | kiesett  | kiesett  |
| Fan Je (Fan Ye)                                                                                                 | Gerenda          | 9,437     | 16.       | kiesett  | kiesett  |
| Fan Je (Fan Ye)                                                                                                 | Egyéni összetett | 28,012    | 70.       | kiesett  | kiesett  |
| Lin Li | Talaj            | 8,600     | 67.       | kiesett  | kiesett  |
| Lin Li | Ugrás            | 8,937     |           | kiesett  | kiesett  |
| Lin Li | Felemás korlát   | 9,700     | 2.        | 9,700    | 7.       |
| Lin Li | Egyéni összetett | 27,237    | 78.       | kiesett  | kiesett  |
| Csang Nan (Zhang Nan)                                                                                           | Talaj            | 9,437     | 16.       | kiesett  | kiesett  |
| Csang Nan (Zhang Nan)                                                                                           | Ugrás            | 9,287     |           | kiesett  | kiesett  |
| Csang Nan (Zhang Nan)                                                                                           | Felemás korlát   | 9,525     | 18.       | kiesett  | kiesett  |
| Csang Nan (Zhang Nan)                                                                                           | Gerenda          | 9,550     | 8.        | 9,237    | 6.       |
| Csang Nan (Zhang Nan)                                                                                           | Egyéni összetett | 37,799    | 6.        | 38,049   |          |
| Vang Tien-tien (Wang Tiantian)                                                                                  | Talaj            | 9,475     | 13.       | kiesett  | kiesett  |
| Vang Tien-tien (Wang Tiantian)                                                                                  | Ugrás            | 9,381     | 8.        | 9,081    | 7.       |
| Vang Tien-tien (Wang Tiantian)                                                                                  | Felemás korlát   | 9,512     | 20.       | kiesett  | kiesett  |
| Vang Tien-tien (Wang Tiantian)                                                                                  | Gerenda          | 9,262     | 24.       | kiesett  | kiesett  |
| Vang Tien-tien (Wang Tiantian)                                                                                  | Egyéni összetett | 37,649    | 9.        | 36,799   | 13.      |
| Cseng Fej (Cheng Fei) Li Ja (Li Ya) Fan Je (Fan Ye) Lin Li Csang Nan (Zhang Nan) Vang Tien-tien (Wang Tiantian) | Csapat összetett | 151,085   | 3.        | 110,008  | 7.       |

### Ritmikus gimnasztika
| Versenyző               | Versenyszám | Selejtező | Selejtező | Selejtező | Selejtező | Selejtező | Selejtező | Selejtező | Selejtező | Selejtező | Selejtező | Döntő   | Döntő   | Döntő   | Döntő   | Döntő    | Döntő    | Döntő   | Döntő   | Döntő    | Döntő    | Helyezés |
| Versenyző               | Versenyszám | Karika    | Karika    | Labda     | Labda     | Buzogány  | Buzogány  | Szalag    | Szalag    | Összesen  | Összesen  | Karika  | Karika  | Labda   | Labda   | Buzogány | Buzogány | Szalag  | Szalag  | Összesen | Összesen | Helyezés |
| Versenyző               | Versenyszám | Pont      | Hely.     | Pont      | Hely.     | Pont      | Hely.     | Pont      | Hely.     | Pont      | Hely.     | Pont    | Hely.   | Pont    | Hely.   | Pont     | Hely.    | Pont    | Hely.   | Pont     | Hely.    | Helyezés |
| ----------------------- | ----------- | --------- | --------- | --------- | --------- | --------- | --------- | --------- | --------- | --------- | --------- | ------- | ------- | ------- | ------- | -------- | -------- | ------- | ------- | -------- | -------- | -------- |
| Csung Ling (Zhong Ling) | Egyéni      | 20,875    | 20.       | 22,400    | 19.       | 22,950    | 16.       | 22,400    | 15.       | 88,625    | 17.       | kiesett | kiesett | kiesett | kiesett | kiesett  | kiesett  | kiesett | kiesett | kiesett  | kiesett  | 17.      |

| Versenyző | Versenyszám | Selejtező | Selejtező | Selejtező           | Selejtező           | Selejtező | Selejtező | Döntő   | Döntő   | Döntő               | Döntő               | Döntő    | Döntő    | Helyezés |
| Versenyző | Versenyszám | 5 kötél   | 5 kötél   | 3 karika és 2 labda | 3 karika és 2 labda | Összesen  | Összesen  | 5 kötél | 5 kötél | 3 karika és 2 labda | 3 karika és 2 labda | Összesen | Összesen | Helyezés |
| Versenyző | Versenyszám | Pont      | Hely.     | Pont                | Hely.               | Pont      | Hely.     | Pont    | Hely.   | Pont                | Hely.               | Pont     | Hely.    | Helyezés |
| --- | ----------- | --------- | --------- | ------------------- | ------------------- | --------- | --------- | ------- | ------- | ------------------- | ------------------- | -------- | -------- | -------- |
| Taj Jung-csün (Dai Yongjun) Hu Mej (Hu Mei) Li Csia (Li Jia) Lu Jing-na (Lu Yingna) Lü Jüan-jang (Lü Yuanyang) Csang Suo (Zhang Shuo) | Csapat      | 22,300    | 5.        | 23,800              | 4.                  | 46,100    | 5.        | 23,100  | 5.      | 23,400              | 6.                  | 46,500   | 6.       | 6.       |

### Trambulin
| Versenyző                      | Versenyszám | Selejtező | Selejtező | Döntő    | Döntő    |
| Versenyző                      | Versenyszám | Pontszám  | Helyezés  | Pontszám | Helyezés |
| ------------------------------ | ----------- | --------- | --------- | -------- | -------- |
| Mu Jung-feng (Mu Yongfeng)     | Férfi       | 65,2      | 10.       | kiesett  | kiesett  |
| Huang San-san (Huang Shanshan) | Női         | 65,4      | 4.        | 39,0     |          |

## Triatlon
| Versenyző                  | Versenyszám | 1,5 km úszás | 1,5 km úszás | 40 km kerékpározás | 40 km kerékpározás | 10 km futás   | 10 km futás   | Összesítés    | Összesítés    |
| Versenyző                  | Versenyszám | Idő          | Hely.        | Idő                | Hely.              | Idő           | Hely.         | Idő           | Helyezés      |
| -------------------------- | ----------- | ------------ | ------------ | ------------------ | ------------------ | ------------- | ------------- | ------------- | ------------- |
| Vang Hung-ni (Wang Hongni) | Női         | 20:39        | 45.          | 1:16:08            | 38.                | 41:14         | 40.           | 2:18:40,07    | 40.           |
| Hszing Lin (Xing Lin)      | Női         | 19:49        | 31.          | nem teljesítette   | nem teljesítette   | nem ért célba | nem ért célba | nem ért célba | nem ért célba |

## Úszás
Férfi
| Versenyző                                                                                                   | Versenyszám          | Előfutam | Előfutam | Előfutam | Elődöntő | Elődöntő | Elődöntő | Döntő   | Döntő    |
| Versenyző                                                                                                   | Versenyszám          | Idő      | Hely.    | Össz.    | Idő      | Hely.    | Össz.    | Idő     | Helyezés |
| --- | -------------------- | -------- | -------- | -------- | -------- | -------- | -------- | ------- | -------- |
| Csen Co (Chen Zuo)                                                                                          | 50 m gyors           | 23,41    | 8.       | 42.      | kiesett  | kiesett  | kiesett  | kiesett | kiesett  |
| Huang Sao-hua (Huang Shaohua)                                                                               | 100 m gyors          | 55,46    | 8.       | 60.      | kiesett  | kiesett  | kiesett  | kiesett | kiesett  |
| Csang Lin (Zhang Lin)                                                                                       | 200 m gyors          | 1:53,84  | 7.       | 43.      | kiesett  | kiesett  | kiesett  | kiesett | kiesett  |
| Csang Lin (Zhang Lin)                                                                                       | 400 m gyors          | 3:56,65  | 1.       | 26.      |          |          |          | kiesett | kiesett  |
| Hszin Tung (Xin Tong)                                                                                       | 1500 m gyors         | 16:10,43 | 6.       | 33.      |          |          |          | kiesett | kiesett  |
| Oujang Kun-peng (Ouyang Kunpeng)                                                                            | 100 m hát            | 55,50    | 3.       | 10.      | 55,28    | 4.       | 11.      | kiesett | kiesett  |
| Jü Zsuj (Yu Rui)                                                                                            | 200 m hát            | 2:04,51  | 8.       | 30.      | kiesett  | kiesett  | kiesett  | kiesett | kiesett  |
| Vang Haj-po (Wang Haibo)                                                                                    | 100 m mell           | 1:03,54  | 8.       | 30.      | kiesett  | kiesett  | kiesett  | kiesett | kiesett  |
| Laj Csung-csien (Lai Zhongjian)                                                                             | 200 m mell           | 2:14,61  | 1.       | 15.      | 2:14,94  | 7.       | 14.      | kiesett | kiesett  |
| Csao Tao (Zhao Tao)                                                                                         | 200 m vegyes         | 2:02,41  | 8.       | 19.      | kiesett  | kiesett  | kiesett  | kiesett | kiesett  |
| Vu Peng (Wu Peng)                                                                                           | 200 m vegyes         | 2:03,60  | 5.       | 24.      | kiesett  | kiesett  | kiesett  | kiesett | kiesett  |
| Vu Peng (Wu Peng)                                                                                           | 100 m pillangó       | 55,17    | 7.       | 43.      | kiesett  | kiesett  | kiesett  | kiesett | kiesett  |
| Vu Peng (Wu Peng)                                                                                           | 200 m pillangó       | 1:57,96  | 2.       | 5.       | 1:56,81  | 3.       | 5.       | 1:56,28 | 6.       |
| Vu Peng (Wu Peng)                                                                                           | 400 m vegyes         | 4:19,32  | 4.       | 14.      |          |          |          | kiesett | kiesett  |
| Liu Vej-csia (Liu Weijia)                                                                                   | 400 m vegyes         | 4:27,02  | 8.       | 28.      |          |          |          | kiesett | kiesett  |
| Csen Co (Chen Zuo) Huang Sao-hua (Huang Shaohua) Liu Vej-csia (Liu Weijia) Cseng Kun-liang (Zheng Kunliang) | 4 × 100 m gyorsváltó | 3:24,31  | 8.       | 15.      |          |          |          | kiesett | kiesett  |
| Csen Co (Chen Zuo) Huang Sao-hua (Huang Shaohua) Liu Jü (Liu Yu) Cseng Kun-liang (Zheng Kunliang)           | 4 × 200 m gyorsváltó | 7:22,87  | 5.       | 10.      |          |          |          | kiesett | kiesett  |

Női
| Versenyző | Versenyszám            | Előfutam | Előfutam | Előfutam | Elődöntő | Elődöntő | Elődöntő | Döntő    | Döntő    |
| Versenyző | Versenyszám            | Idő      | Hely.    | Össz.    | Idő      | Hely.    | Össz.    | Idő      | Helyezés |
| --- | ---------------------- | -------- | -------- | -------- | -------- | -------- | -------- | -------- | -------- |
| Csu Jing-ven (Zhu Yingwen) | 50 m gyors             | 26,45    | 6.       | 32.      | kiesett  | kiesett  | kiesett  | kiesett  | kiesett  |
| Cseng Csia-zsu (Cheng Jiaru) | 100 m gyors            | 56,39    | 8.       | 22.      | kiesett  | kiesett  | kiesett  | kiesett  | kiesett  |
| Hszü Jen-vej (Xu Yanwei) | 100 m gyors            | 56,66    | 8.       | 24.*     | kiesett  | kiesett  | kiesett  | kiesett  | kiesett  |
| Hszü Jen-vej (Xu Yanwei) | 100 m pillangó         | 1:01,53  | 8.       | 28.      | kiesett  | kiesett  | kiesett  | kiesett  | kiesett  |
| Csou Ja-fej (Zhou Yafei) | 100 m pillangó         | 59,62    | 4.       | 12.      | 59,48    | 8.       | 12.      | kiesett  | kiesett  |
| Csou Ja-fej (Zhou Yafei) | 200 m vegyes           | 2:15,56  | 3.       | 8.       | 2:15,93  | 7.       | 14.      | kiesett  | kiesett  |
| Csi Huj (Qi Hui) | 200 m vegyes           | 2:26,02  | 8.       | 29.      | kiesett  | kiesett  | kiesett  | kiesett  | kiesett  |
| Csi Huj (Qi Hui) | 200 m mell             | 2:28,66  | 4.       | 10.      | 2:26,75  | 4.       | 7.       | 2:26,35  | 6.       |
| Csi Huj (Qi Hui) | 100 m mell             | 1:09,29  | 3.       | 7.       | 1:09,06  | 4.       | 8.       | kizárták | kizárták |
| Lo Hszüe-csüan (Luo Xuejuan) | 100 m mell             | 1:09,07  | 2.       | 6.       | 1:08,57  | 4.       | 7.       | 1:06,64  |          |
| Jang Jü (Yang Yu) | 200 m gyors            | 2:01,33  | 6.       | 16.      | 2:00,52  | 7.       | 15.      | kiesett  | kiesett  |
| Pang Csia-jing (Pang Jiaying) | 200 m gyors            | 2:00,80  | 5.       | 14.      | 1:58,68  | 2.       | 3.       | 1:59,16  | 7.       |
| Pang Csia-jing (Pang Jiaying) | 400 m gyors            | 4:11,81  | 6.       | 14.      |          |          |          | kiesett  | kiesett  |
| Csen Hua (Chen Hua) | 400 m gyors            | 4:12,67  | 6.       | 17.      |          |          |          | kiesett  | kiesett  |
| Csen Hua (Chen Hua) | 800 m gyors            | 8:36,24  | 4.       | 11.      |          |          |          | kiesett  | kiesett  |
| Kao Csang (Gao Chang) | 100 m hát              | 1:02,19  | 5.       | 15.      | 1:02,17  | 8.       | 15.      | kiesett  | kiesett  |
| Csan Su (Zhan Shu) | 100 m hát              | 1:02,39  | 6.       | 16.      | 1:02,10  | 7.       | 14.      | kiesett  | kiesett  |
| Csan Su (Zhan Shu) | 200 m hát              | 2:31,56  | 7.       | 33.      | kiesett  | kiesett  | kiesett  | kiesett  | kiesett  |
| Csen Hsziu-csün (Chen Xiujun) | 200 m hát              | kizárták | kizárták | kizárták | kiesett  | kiesett  | kiesett  | kiesett  | kiesett  |
| Li Csie (Li Jie) | 200 m pillangó         | 2:11,77  | 4.       | 11.      | 2:13,41  | 8.       | 16.      | kiesett  | kiesett  |
| Csang Tien-ji (Zhang Tianyi) | 400 m vegyes           | kizárták | kizárták | kizárták |          |          |          | kiesett  | kiesett  |
| Cseng Csia-zsu (Cheng Jiaru) Hszü Jen-vej (Xu Yanwei) Jang Jü (Yang Yu) Csu Jing-ven (Zhu Yingwen)                                                 | 4 × 100 m gyorsváltó   | 3:42,84  | 4.       | 8.       |          |          |          | 3:42,90  | 8.       |
| Pang Csia-jing (Pang Jiaying) Hszü Jen-vej (Xu Yanwei) Jang Jü (Yang Yu) Csu Jing-ven (Zhu Yingwen) Li Csi (Li Ji)                                 | 4 × 200 m gyorsváltó   | 8:05,38  | 3.       | 6.       |          |          |          | 7:55,97  |          |
| Csen Hsziu-csün (Chen Xiujun) Lo Hszüe-csüan (Luo Xuejuan) Csou Ja-fej (Zhou Yafei) Csu Jing-ven (Zhu Yingwen) Csi Huj (Qi Hui) Csan Su (Zhan Shu) | 4 × 100 m vegyes váltó | 4:05,97  | 3.       | 5.       |          |          |          | 4:03,35  | 4.       |

* - egy másik versenyzővel azonos időt ért el

## Vitorlázás
Férfi
| Versenyző                    | Versenyszám     | Futam | Futam | Futam | Futam | Futam | Futam | Futam | Futam | Futam | Futam | Futam | Pontszám | Helyezés |
| Versenyző                    | Versenyszám     | 1     | 2     | 3     | 4     | 5     | 6     | 7     | 8     | 9     | 10    | 11    | Pontszám | Helyezés |
| ---------------------------- | --------------- | ----- | ----- | ----- | ----- | ----- | ----- | ----- | ----- | ----- | ----- | ----- | -------- | -------- |
| Csou Jüan-kuo (Zhou Yuanguo) | Szörfvitorlázás | 19    | 9     | 21    | 3     | 8     | 1     | 11    | 4     | 12    | 14    | 3     | 84       | 7.       |

Női
| Versenyző                       | Versenyszám     | Futam | Futam | Futam | Futam | Futam | Futam | Futam | Futam | Futam | Futam | Futam | Pontszám | Helyezés |
| Versenyző                       | Versenyszám     | 1     | 2     | 3     | 4     | 5     | 6     | 7     | 8     | 9     | 10    | 11    | Pontszám | Helyezés |
| ------------------------------- | --------------- | ----- | ----- | ----- | ----- | ----- | ----- | ----- | ----- | ----- | ----- | ----- | -------- | -------- |
| Jin Csien (Yin Jian)            | Szörfvitorlázás | 11    | 6     | 2     | 6     | 4     | 1     | 1     | 1     | 2     | 9     | 1     | 33       |          |
| Sen Hsziao-jing (Shen Xiaoying) | Europe          | 11    | 20    | 3     | 2     | 12    | 7     | 20    | 26    | 6     | 2     | 5     | 88       | 7.       |

Nyílt
| Versenyző              | Versenyszám | Futam | Futam | Futam | Futam | Futam | Futam | Futam | Futam | Futam | Futam | Futam | Pontszám | Helyezés |
| Versenyző              | Versenyszám | 1     | 2     | 3     | 4     | 5     | 6     | 7     | 8     | 9     | 10    | 11    | Pontszám | Helyezés |
| ---------------------- | ----------- | ----- | ----- | ----- | ----- | ----- | ----- | ----- | ----- | ----- | ----- | ----- | -------- | -------- |
| Cse Csiang (Chi Qiang) | Laser       | 29    | 28    | 4     | 37    | 22    | 29    | 36    | 17    | 28    | 23    | 35    | 251      | 31.      |

## Vívás
Férfi
| Versenyző | Versenyszám       | Selejtező                             | 32-es főtábla                  | Nyolcaddöntő                      | Negyeddöntő                                                             | Elődöntő                                                                                      | Bronz- mérkőzés                                                                                               | Döntő                                                                       | Helyezés |
| Versenyző | Versenyszám       | Ellenfél Eredmény                     | Ellenfél Eredmény              | Ellenfél Eredmény                 | Ellenfél Eredmény                                                       | Ellenfél Eredmény                                                                             | Ellenfél Eredmény                                                                                             | Ellenfél Eredmény                                                           | Helyezés |
| --- | ----------------- | ------------------------------------- | ------------------------------ | --------------------------------- | ----------------------------------------------------------------------- | --------------------------------------------------------------------------------------------- | --- | --------------------------------------------------------------------------- | -------- |
| Vu Han-hsziung (Wu Hanxiong)                                                                                       | Tőr, egyéni       |                                       | Frank Bartolillo (AUS) · 15-8  | Tamer Mohamed Tahoun (EGY) · 15-8 | Salvatore Sanzo (ITA) · 10-15                                           | kiesett                                                                                       | kiesett | kiesett                                                                     | 7.       |
| Vang Haj-pin (Wang Haibin)                                                                                         | Tőr, egyéni       |                                       | Richard Kruse (GBR) · 11-15    | kiesett                           | kiesett                                                                 | kiesett                                                                                       | kiesett | kiesett                                                                     | 19.      |
| Tung Csao-cse (Dong Zhaozhi)                                                                                       | Tőr, egyéni       |                                       | Erwann Le Péchoux (FRA) · 9-15 | kiesett                           | kiesett                                                                 | kiesett                                                                                       | kiesett | kiesett                                                                     | 22.      |
| Csao Kang (Zhao Gang)                                                                                              | Párbajtőr, egyéni |                                       | Yasser Mahmoud (EGY) · 15-9    | Silvio Fernández (VEN) · 12-15    | kiesett                                                                 | kiesett                                                                                       | kiesett | kiesett                                                                     | 10.      |
| Hszie Jung-csün (Xie Yongjun)                                                                                      | Párbajtőr, egyéni |                                       | Silvio Fernández (VEN) · 13-15 | kiesett                           | kiesett                                                                 | kiesett                                                                                       | kiesett | kiesett                                                                     | 27.      |
| Vang Lej (Wang Lei)                                                                                                | Párbajtőr, egyéni |                                       | Boczkó Gábor (HUN) · 15-10     | Sven Schmid (GER) · 15-11         | Daniel Strigel (GER) · 15-14                                            | Pavel Kolobkov (RUS) · 15-10                                                                  | | Marcel Fischer (SUI) · 9-15                                                 |          |
| Csen Feng (Chen Feng)                                                                                              | Kard, egyéni      | Reda Ben Sehíma (ALG) · 15-3          | Dzmitrij Lapkesz (BLR) · 9-15  | kiesett                           | kiesett                                                                 | kiesett                                                                                       | kiesett | kiesett                                                                     | 26.      |
| Csou Han-ming (Zhou Hanming)                                                                                       | Kard, egyéni      | Jason Dourakos (GRE) · 15-10          | Mihai Covaliu (ROU) · 10-15    | kiesett                           | kiesett                                                                 | kiesett                                                                                       | kiesett | kiesett                                                                     | 30.      |
| Huang Jao-csiang (Huang Yaojiang)                                                                                  | Kard, egyéni      | Naszím Iszlám el-Bernávi (ALG) · 15-6 | Nemcsik Zsolt (HUN) · 12-15    | kiesett                           | kiesett                                                                 | kiesett                                                                                       | kiesett | kiesett                                                                     | 27.      |
| Tung Csao-cse (Dong Zhaozhi) Vang Haj-pin (Wang Haibin) Vu Han-hsziung (Wu Hanxiong) Je Csung (Ye Chong)           | Tőr, csapat       |                                       |                                |                                   | Dél-Korea (KOR) · Ha Cshangdok · Pak Hikjong · Cshö Bjongcshol · 45-36  | Egyesült Államok (USA) · Jed Dupree · Dan Kellner · Jon Tiomkin · 45-35                       | | Olaszország (ITA) · Andrea Cassarà · Salvatore Sanzo · Simone Vanni · 42-45 |          |
| To Tung (Tuo Tong) Vang Lej (Wang Lei) Hszie Jung-csün (Xie Yongjun) Csao Kang (Zhao Gang)                         | Párbajtőr, csapat |                                       |                                |                                   | Németország (GER) · Jörg Fiedler · Sven Schmid · Daniel Strigel · 32-39 | 5–8. helyért · Egyesült Államok (USA) · Cody Mattern · Seth Kelsey · Soren Thompson · 36-45   | 7. helyért · Egyiptom (EGY) · Yasser Mahmoud · Ahmed Nabíl · Muhannad Saif · 45-26                            |                                                                             | 7.       |
| Csen Feng (Chen Feng) Huang Jao-csiang (Huang Yaojiang) Vang Csing-cse (Wang Jingzhi) Csou Han-ming (Zhou Hanming) | Kard, csapat      |                                       |                                |                                   | Franciaország (FRA) · Julien Pillet · Gaël Touya · Damien Touya · 35-45 | 5–8. helyért · Magyarország (HUN) · Ferjancsik Domonkos · Fodor Kende · Nemcsik Zsolt · 40-45 | 7. helyért · Görögország (GRE) · Máriosz Bazmadzián · Dimítriosz Kosztákosz · Konsztandínosz Manétasz · 45-42 |                                                                             | 7.       |

Női
| Versenyző                                                                          | Versenyszám       | Selejtező         | 32-es főtábla                      | Nyolcaddöntő                  | Negyeddöntő                                                                                  | Elődöntő                                                                                              | Bronz- mérkőzés                                                                                | Döntő                       | Helyezés |
| Versenyző                                                                          | Versenyszám       | Ellenfél Eredmény | Ellenfél Eredmény                  | Ellenfél Eredmény             | Ellenfél Eredmény                                                                            | Ellenfél Eredmény                                                                                     | Ellenfél Eredmény                                                                              | Ellenfél Eredmény           | Helyezés |
| ---------------------------------------------------------------------------------- | ----------------- | ----------------- | ---------------------------------- | ----------------------------- | -------------------------------------------------------------------------------------------- | --- | ---------------------------------------------------------------------------------------------- | --------------------------- | -------- |
| Meng Csie (Meng Jie)                                                               | Tőr, egyéni       |                   | Vaszíla Rédván (ALG) · 15-12       | Laura Badea (ROU) · 11-15     | kiesett                                                                                      | kiesett                                                                                               | kiesett                                                                                        | kiesett                     | 13.      |
| Csang Li (Zhang Li)                                                                | Párbajtőr, egyéni |                   | Nagyija Kazimircsuk (UKR) · 10-9   | Ana Brânză (ROU) · 15-13      | Nagy Tímea (HUN) · 7-8                                                                       | kiesett                                                                                               | kiesett                                                                                        | kiesett                     | 6.       |
| Li Na                                                                              | Párbajtőr, egyéni |                   | Monique Kavelaars (CAN) · 15-11    | Kim Hidzsong (KOR) · 9-14     | kiesett                                                                                      | kiesett                                                                                               | kiesett                                                                                        | kiesett                     | 9.       |
| Sen Vej-vej (Shen Weiwei)                                                          | Párbajtőr, egyéni |                   | Király-Picot Hajnalka (FRA) · 7-11 | kiesett                       | kiesett                                                                                      | kiesett                                                                                               | kiesett                                                                                        | kiesett                     | 22.      |
| Csang Jing (Zhang Ying)                                                            | Kard, egyéni      |                   | Alejandra Benitez (VEN) · 15-9     | Anne-Lise Touya (FRA) · 15-12 | Catalina Gheorghitoaia (ROU) · 13-15                                                         | kiesett                                                                                               | kiesett                                                                                        | kiesett                     | 8.       |
| Tan Hszüe (Tan Xue)                                                                | Kard, egyéni      |                   |                                    | Cécile Argiolas (FRA) · 15-11 | Jelena Nyecsajeva (RUS) · 15-7                                                               | Sada Jacobson (USA) · 15-12                                                                           |                                                                                                | Mariel Zagunis (USA) · 9-15 |          |
| Li Na Sen Vej-vej (Shen Weiwei) Csang Li (Zhang Li) Csung Vej-ping (Zhong Weiping) | Párbajtőr, csapat |                   |                                    |                               | Franciaország (FRA) · Laura Flessel-Colovic · Maureen Nisima · Király-Picot Hajnalka · 33-45 | 5–8. helyért · Görögország (GRE) · Joána Hrísztu · Dímitra Manganudáki · Katerína Szidiropúlu · 29-18 | 5. helyért · Magyarország (HUN) · Hormay Adrien · Mincza-Nébald Ildikó · Tóth Hajnalka · 31-32 |                             | 6.       |